# Список глав правительства Украины

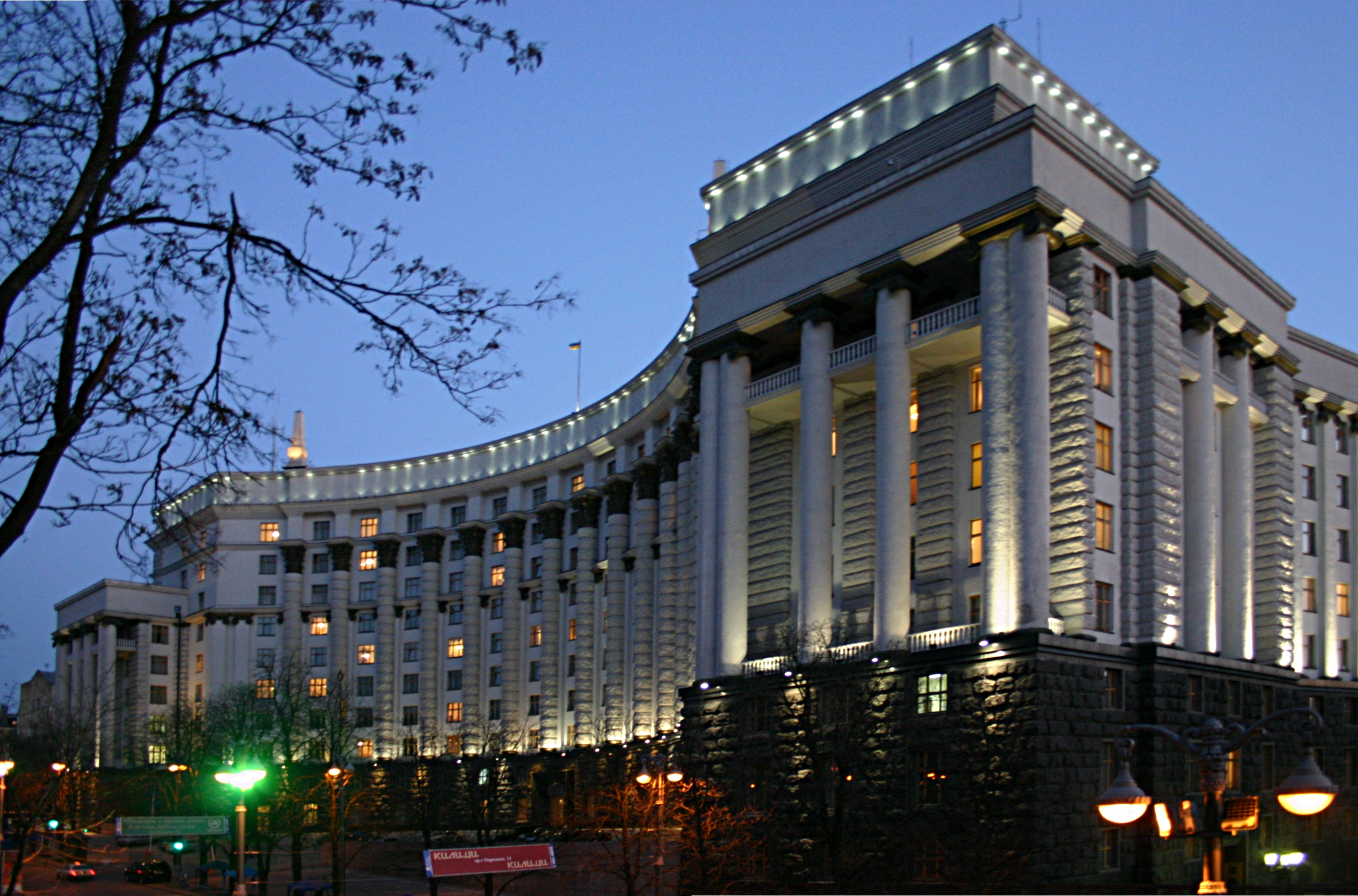
Здание Правительства, резиденция премьер-министра Украины

Список глав правительства Украины включает руководителей украинского национального правительства с 1917 года, когда Универсалом Центральной рады была провозглашена автономия Украины в составе Российской республики. В настоящее время главой правительства является премьер-министр Украины (укр. Прем’єр-міністр України).
В период с 1917 по 1920 годы показаны главы правительства двух сосуществовавших украинских государств (небольшевистской и советской Украины). В случае, когда персона получила повторные полномочия последовательно за первоначальными, раздельно отражается каждый такой срок (например, два последовательных срока полномочий Николая Азарова в 2010—2014 годы). Также отражён различный характер полномочий глав исполнительной власти (например, единый срок нахождения во главе правительства Витольда Фокина в 1990—1992 годы разделён на периоды, когда он был председателем Совета министров Украинской ССР, а затем её премьер-министром). В столбце «Выборы» отражены состоявшиеся выборные процедуры. Использованная в первых столбцах таблиц нумерация является условной (цифровая, а также отдельно буквенная для правительства в изгнании), также условным является использование в первых столбцах таблиц цветовой заливки, служащей для упрощения восприятия принадлежности лиц к различным политическим силам без необходимости обращения к столбцу, отражающему партийную принадлежность. Наряду с партийной принадлежностью, в столбце «Партия» также отражён беспартийный статус персоналий.
Для удобства список разделён на принятые в историографии периоды истории страны. Приведённые в преамбулах к каждому из разделов описания этих периодов призваны пояснить особенности политического процесса. До 16 февраля (1 марта) 1918 года, когда Украина перешла на григорианский календарь, также приведены юлианские даты.

## Гражданская война (1917—1922)

### Небольшевистская Украина

#### Автономия Украины и Украинская Народная Республика (1917—1918)
После Февральской революции в Российской империи начался процесс децентрализации власти и рост сепаратизма. 7 (20) марта 1917 года на собрании Общества украинских прогрессистов в Киеве была создана Центральная рада во главе с Михаилом Грушевским. Рада за время своей работы издала четыре Универсала — политико-правовых акта, определивших изменения в государственно-правовом статусе Украины. Первый (10 (23) июня) провозгласил автономию Украины в составе России, после чего 15 (28) июня было образовано её правительство — Генеральный секретариат (укр. Генеральний секретаріат); второй (3 (16) июля), одобренный Временным правительством России (что стало причиной правительственного кризиса в Петрограде и восстания в Киеве), являлся компромиссом с Временным правительством, первоначально не признавшим автономию Украины, и постановил, что вопрос автономии будет решён после избрания Всероссийского Учредительного собрания; третий, принятый после Октябрьской революции 7 (20) ноября, провозгласил Украинскую Народную Республику (укр. дореф. Українська Народня Республіка) в качестве автономии в составе федеративной Российской республики.
4 (17) декабря 1917 года Совет народных коммисаров Советской России предъявил ультиматум Центральной раде, отвергнувшей его на следующий день — началась первая советско-украинская война. 12 (25) декабря в занятом Красной армией Харькове на альтернативном киевскому I Всеукраинском съезде Советов большевиками в противовес Генеральному секретариату было создано советское правительство Украины — Народный секретариат, а УНР была провозглашена республикой в составе Советской России. В ответ на данные действия Центральная рада 9 (22) января 1918 года приняла четвёртый Универсал, провозгласивший независимость Украинской Народной Республики. Её правительство было переименовано в Совет народных министров (укр. Рада народних міністрів).
26 января (8 февраля) Киев был взят частями РККА, руководство УНР было вынуждено эвакуироваться на Волынь. Вскоре после подписания Брестского мира между УНР и Центральными державами вся территория Украины перешла под военный контроль союзной УНР германо-австрийской армии. 29 апреля Центральной радой была принята Конституция УНР, которая определяла её парламентской республикой и закрепляла статус Совета народных министров, как наивысшей исполнительной власти. В тот же день, опираясь на военную поддержку Германии, генерал-лейтенант Павел Скоропадский совершил государственный переворот, распустив Центральную раду и Совет народных министров, объявил себя гетманом всея Украины и установил консервативный диктаторский режим Украинской державы.
|           | Портрет             | Имя (годы жизни)                                                                   | Полномочия                   | Полномочия | Партия                                                                         | Наименование должности                                                                           | Пр.           |
| Начало    | Портрет             | Имя (годы жизни)                                                                   | Окончание                    | | Партия                                                                         | Наименование должности                                                                           | Пр.           |
| --------- | ------------------- | ---------------------------------------------------------------------------------- | ---------------------------- | --- | ------------------------------------------------------------------------------ | ------------------------------------------------------------------------------------------------ | ------------- |
| 1 (I—II)  |                     | Владимир Кириллович Винниченко (1880—1951) укр. Володимир Кирилович Винниченко     | 15 (28) июня 1917            | 15 (28) июля 1917 | Украинская социал-демократическая рабочая партия в коалиции с УПСР и УПСФ      | Председатель Генерального секретариата укр. Голова Генерального секретаріату                     | [ 15 ] [ 16 ] |
| 1 (I—II)  | 15 (28) июля 1917   | Владимир Кириллович Винниченко (1880—1951) укр. Володимир Кирилович Винниченко     | 13 (26) августа 1917         | Украинская социал-демократическая рабочая партия в коалиции с УПСР, УПСФ, ПСР, партиями «Фарейникте» и «Бунд»                 |                                                                                | Председатель Генерального секретариата укр. Голова Генерального секретаріату                     | [ 15 ] [ 16 ] |
| 2         |                     | Дмитрий Иванович Дорошенко (1882—1951) укр. Дмитро Іванович Дорошенко              | 14 (27) августа 1917         | 18 (31) августа 1917 | Украинская партия социалистов-федералистов                                     | Председатель Генерального секретариата укр. Голова Генерального секретаріату                     | [ 17 ]        |
| 1 (III—V) |                     | Владимир Кириллович Винниченко (1880—1951) укр. Володимир Кирилович Винниченко     | 21 августа (3 сентября) 1917 | 1 (14) ноября 1917 | Украинская социал-демократическая рабочая партия в коалиции с УПСФ, УПСР и ПСР | Председатель Генерального секретариата укр. Голова Генерального секретаріату                     | [ 15 ] [ 16 ] |
| 1 (III—V) | 1 (14) ноября 1917  | Владимир Кириллович Винниченко (1880—1951) укр. Володимир Кирилович Винниченко     | 12 (25) января 1918          | Украинская социал-демократическая рабочая партия в коалиции с УПСР, УПСФ, ПДЦ, ПНС, партиями «Фарейникте» и «Бунд»            |                                                                                | Председатель Генерального секретариата укр. Голова Генерального секретаріату                     | [ 15 ] [ 16 ] |
| 1 (III—V) | 12 (25) января 1918 | Владимир Кириллович Винниченко (1880—1951) укр. Володимир Кирилович Винниченко     | 18 (31) января 1918          | Украинская социал-демократическая рабочая партия в коалиции с УПСР, УПСФ, ПДЦ, ПНС, партиями «Фарейникте» и «Бунд»            | Председатель Совета народных министров укр. Голова Ради народних міністрів     |                                                                                                  | [ 15 ] [ 16 ] |
| 3 (I—II)  |                     | Всеволод Александрович Голубович (1885—1939) укр. Всеволод Олександрович Голубович | 18 (31) января 1918          | март 1918 | Председатель Совета народных министров укр. Голова Ради народних міністрів     | Украинская партия социалистов-революционеров в коалиции с УСДРП, ПДЦ, ПНС и партией «Фарейникте» | [ 18 ] [ 19 ] |
| 3 (I—II)  | март 1918           | Всеволод Александрович Голубович (1885—1939) укр. Всеволод Олександрович Голубович | 29 апреля 1918               | Украинская партия социалистов-революционеров в коалиции с УПСФ (по апрель 1918), УПСС, УСДРП, ПДЦ, ПНС и партией «Фарейникте» | Председатель Совета народных министров укр. Голова Ради народних міністрів     |                                                                                                  | [ 18 ] [ 19 ] |

#### Украинская держава (1918)
29 апреля 1918 года, при военной поддержке Германии, генерал-лейтенант Павел Скоропадский совершил государственный переворот в результате которого был установлен режим Украинской Державы (укр. Українська Держава; фактически, под германским протекторатом). В тот же день были приняты «Законы о временном государственном устройстве Украины», обладавшие конституционным характером, в соответствии с которыми было сформировано правительство — Совет министров (укр. Рада міністрів). 12 июня между правительствами Украины и России был подписан договор, завершивший советско-украинскую войну.
После ухода германо-австрийских войск с территории Украины (в связи с их поражением в Первой мировой войне) 14 ноября 1918 года Скоропадский издал «Федеративную грамоту», в которой объявил о сближении Украинской державы и её последующем вхождении в состав небольшевистской России на федеративных началах. Одновременно с этим, 13 ноября, противники гетмана образовали Директорию, которая 16 ноября начала восстание против режима Скоропадского. 14 декабря войска Директории вошли в Киев, что вынудило гетмана отречься от власти и формально передать власть председателю Совета министров. В тот же день правительство приняло постановление о сложении полномочий и передаче власти Директории. Директория объявила об упразднении Украинской державы и восстановлении Украинской Народной Республики.
Курсивом и серым цветом выделены даты начала и окончания полномочий Антона Ржепецкого, временно замещавшего председателей Совета министров, ушедших в отставку до соответствующего объявления или не способных исполнять обязанности по другим причинам.
|          | Портрет         | Имя (годы жизни)                                                                       | Полномочия     | Полномочия                                            | Партия                                                                                  | Наименование должности                                                                                                   | Пр.           |
| Начало   | Портрет         | Имя (годы жизни)                                                                       | Окончание      |                                                       | Партия                                                                                  | Наименование должности                                                                                                   | Пр.           |
| -------- | --------------- | -------------------------------------------------------------------------------------- | -------------- | ----------------------------------------------------- | --------------------------------------------------------------------------------------- | --- | ------------- |
| и. о.    |                 | Николай Николаевич Сахно-Устимович (1863—1918) укр. Микола Миколайович Сахно-Устимович | 29 апреля 1918 | 30 апреля 1918                                        | Украинская народная громада                                                             | Атаман Совета министров укр. Отаман Ради міністрів                                                                       | [ 23 ]        |
| и. о.    |                 | Николай Прокофьевич Василенко (1866—1935) укр. Микола Прокопович Василенко             | 30 апреля 1918 | 6 мая 1918                                            | Конституционно-демократическая партия в коалиции с УНГ, ПНС и партией «Союз 17 октября» | Временно исполняющий обязанности Председателя Совета министров укр. Тимчасово виконуючий обов’язки Голови Ради міністрів | [ 24 ] [ 25 ] |
| 4 (I—II) |                 | Фёдор Андреевич Лизогуб (1851—1928) укр. Федір Андрійович Лизогуб                      | 7 мая 1918     | 24 октября 1918                                       | Союз 17 октября в коалиции с КДП, ПРОТОФИС, УНГ, ПНС и УПСФ (с 20 мая 1918)             | Председатель Совета министров укр. Голова Ради міністрів                                                                 | [ 26 ] [ 27 ] |
| 4 (I—II) | 24 октября 1918 | Фёдор Андреевич Лизогуб (1851—1928) укр. Федір Андрійович Лизогуб                      | 14 ноября 1918 | Союз 17 октября в коалиции с УНС, КДП, ПРОТОФИС и УНГ |                                                                                         | Председатель Совета министров укр. Голова Ради міністрів                                                                 | [ 26 ] [ 27 ] |
| и. о.    |                 | Антон Карлович Ржепецкий (1868—1932) укр. Антон Карлович Ржепецький                    | 8 ноября 1918  | 14 ноября 1918                                        | Конституционно-демократическая партия в коалиции с УНС, ПРОТОФИС и УНГ                  | Временно исполняющий обязанности Председателя Совета министров укр. Тимчасово виконуючий обов’язки Голови Ради міністрів | [ 28 ] [ 29 ] |
| 5        |                 | Сергей Николаевич Гербель (1856—1936) укр. Сергій Миколайович Гербель                  | 14 ноября 1918 | 14 декабря 1918                                       | беспартийный в коалиции с КДП, ПРОТОФИС и УФДП                                          | Председатель Совета министров укр. Голова Ради міністрів                                                                 | [ 30 ] [ 31 ] |
| и. о.    |                 | Антон Карлович Ржепецкий (1868—1932) укр. Антон Карлович Ржепецький                    | 23 ноября 1918 | 14 декабря 1918                                       | Конституционно-демократическая партия в коалиции с ПРОТОФИС и УФДП                      | Временно исполняющий обязанности Председателя Совета министров укр. Тимчасово виконуючий обов’язки Голови Ради міністрів | [ 32 ] [ 29 ] |

#### Украинская Народная Республика (1918—1920)
14 декабря 1918 года войска Директории (коллегиального государственного органа), созданной противниками гетманского режима, вошли в Киев (столицу Украинской державы), что вынудило гетмана Павла Скоропадского отречься от власти. В тот же день Директория во главе с Владимиром Винниченко объявила о восстановлении Украинской Народной Республики и всех прежних институтов власти (Совет народных министров был сформирован только 26 декабря). 22 января 1919 года правительство УНР подписало «Акт Злуки», в соответствии с которым Западно-Украинская Народная Республика вошла в состав УНР в качестве автономии. 9 февраля из состава Директории был выведен Винниченко, обвинённый в контрреволюционной деятельности как «почти большевик». Лишь спустя 3 месяца, 9 мая, был избран новый глава Директории — Симон Петлюра. В ходе второй советско-украинской войны вооружённые силы Украинской ССР захватили Киев (город де-юре оставался столицей УНР, де-факто 28 января правительство переместилось в Винницу, 24 апреля в Ровно, 25 мая в Тернополь, 6 июня в Каменец-Подольский) — гражданская война возобновилась.
В июле 1919 года завершились боевые действия УНР с Польшей, по итогам которых территория ЗУНР подлежала разделу между Польшей, Румынией и Чехословакией. В августе армии УНР удалось ненадолго занять Киев, после чего он вернулся под контроль большевиков. Однако уже через месяц Вооружённые силы Юга России (ВСЮР) вошли в город. 17 ноября Польша захватила Каменец-Подольский — вся территория УНР была под оккупацией Польши, РСФСР и ВСЮР. В январе — мае 1920 года армия УНР начала отвоёвывать территории: в ходе Зимнего похода в январе разбила ВСЮР, а после подписания 21 апреля Варшавского договора — при поддержке Польши захватила Киев, освободив его от РККА. Однако с наступлением Красной Армии и захватом Каменец-Подольского в ходе советско-польской войны 9 июля правительство переехало в Станиславов, а уже 16 июля — в Тарнув (Польша). 19 сентября армии УНР удалось занять Каменец-Подольский, после чего 30 сентября в него переместился Совет народных министров. 14 ноября правительство УНР (представлявшее Директорию) покинуло страну до её полной советизации. В соответствии с Рижским мирным договором, подписанным 18 марта 1921 года и завершившим советско-польскую войну, территория УНР разделялась между Польшей, РСФСР и УССР. Совет народных министров и Директория УНР продолжали работать в Польше в качестве правительства в изгнании.
Курсивом и серым цветом выделены даты начала и окончания полномочий Андрея Ливицкого, временно замещавшего председателя Совета народных министров Исаака Мазепу, находившегося в первом Зимнем походе армии УНР.
|          | Портрет         | Имя (годы жизни)                                                                       | Полномочия      | Полномочия | Партия | Наименование должности                                                                                 | Пр.           |
| Начало   | Портрет         | Имя (годы жизни)                                                                       | Окончание       | | Партия | Наименование должности                                                                                 | Пр.           |
| -------- | --------------- | -------------------------------------------------------------------------------------- | --------------- | --- | --- | --- | ------------- |
| 6 (I—II) |                 | Владимир Моисеевич Чеховский (1876—1937) укр. Володимир Мусійович Чехівський           | 14 декабря 1918 | 26 декабря 1918 | Украинская социал-демократическая рабочая партия                                                                  | Председатель Совета комиссаров укр. Голова Ради комісарів                                              | [ 34 ] [ 35 ] |
| 6 (I—II) | 26 декабря 1918 | Владимир Моисеевич Чеховский (1876—1937) укр. Володимир Мусійович Чехівський           | 13 февраля 1919 | Украинская социал-демократическая рабочая партия в коалиции с УПСР, УПСС, УНРП, УПСФ, УРП и партией «Поалей Цион»      | Председатель Совета народных министров укр. Голова Ради народних міністрів                                        | | [ 34 ] [ 35 ] |
| 7        |                 | Сергей Степанович Остапенко (1881—1937) укр. Сергій Степанович Остапенко               | 13 февраля 1919 | 9 апреля 1919 | Председатель Совета народных министров укр. Голова Ради народних міністрів                                        | беспартийный в коалиции с УПСФ, УНРП, УПСС, УНДП (февраль 1919), УРП и партией «Поалей Цион»           | [ 36 ] [ 37 ] |
| 8        |                 | Борис Николаевич Мартос (1879—1977) укр. Борис Миколайович Мартос                      | 9 апреля 1919   | 27 августа 1919 | Председатель Совета народных министров укр. Голова Ради народних міністрів                                        | Украинская социал-демократическая рабочая партия в коалиции с УПСР, УСДП, УРП и партией «Фолкспартей»  | [ 38 ] [ 39 ] |
| 9 (I—II) |                 | Исаак Прохорович Мазепа (1884—1952) укр. Ісаак Прохорович Мазепа                       | 27 августа 1919 | 24 апреля 1920 | Председатель Совета народных министров укр. Голова Ради народних міністрів                                        | Украинская социал-демократическая рабочая партия в коалиции с УПСР, УСДП, УПСФ и партией «Фолкспартей» | [ 40 ] [ 41 ] |
| 9 (I—II) | 24 апреля 1920  | Исаак Прохорович Мазепа (1884—1952) укр. Ісаак Прохорович Мазепа                       | 26 мая 1920     | Украинская социал-демократическая рабочая партия в коалиции с УПСФ, УПСС, УНРП, УДХП, ППС, ПДЦ и партией «Фолкспартей» | Председатель Совета народных министров укр. Голова Ради народних міністрів                                        | | [ 40 ] [ 41 ] |
| и. о.    |                 | Андрей Николаевич Ливицкий (1879—1954) укр. Андрій Миколайович Лівицький               | 24 апреля 1920  | Украинская социал-демократическая рабочая партия в коалиции с УПСФ, УПСС, УНРП, УДХП, ППС, ПДЦ и партией «Фолкспартей» | 26 мая 1920 | Заместитель Председателя Совета народных министров укр. Заступник Голови Ради народних міністрів       | [ 42 ]        |
| 10 (I)   |                 | Вячеслав Константинович Прокопович (1881—1942) укр. В’ячеслав Костянтинович Прокопович | 26 мая 1920     | 14 октября 1920 | Украинская партия социалистов-федералистов в коалиции с УСДРП, УНРП, УПСР, УСДП, ППС, ПДЦ и партией «Фолкспартей» | Председатель Совета народных министров укр. Голова Ради народних міністрів                             | [ 43 ]        |
| 11 (I)   |                 | Андрей Николаевич Ливицкий (1879—1954) укр. Андрій Миколайович Лівицький               | 14 октября 1920 | 14 ноября 1920 | беспартийный в коалиции с УПСФ, УНРП, ПДЦ и партией «Фолкспартей»                                                 | Председатель Совета народных министров укр. Голова Ради народних міністрів                             | [ 42 ] [ 44 ] |

#### Правительство в изгнании (1920—1992)
После эмиграции из Каменец-Подольского на основе государственных органов был образован Государственный центр Украинской Народной Республики (укр. Державний центр Української Народної Республіки; ГЦ УНР) — правительство в изгнании. Изначально он состоял из председателя Директории и главного атамана, Совета народных министров и Рады республики (до 1922 года). В его ведении находились министры, высшее военное руководство, аппараты министерств и учреждений, активная часть политикума и армии, интернированной в специальных лагерях, а также граждане УНР, которые не смогли примириться с господством большевиков на Украине. В 1921—23 годах ГЦ УНР раполагался в Тарнуве, с 1924 года в Париже, а с 1926 года — в Варшаве. После оккупации Польши в 1939 году органы ГЦ УНР продолжили действовать на территории Франции, в 1944—1946 годах они располагались в Веймаре и Бад-Киссингене в Германии. В этот период правительство УНР направляло свои усилия на получение дипломатического признания, материальной, моральной и военной поддержки в подготовке и проведении на Украине пропагандистских, разведывательных и военых акций с целью восстановления своей власти в стране. Оно успешно сотрудничало с Лигой Наций, Панъевропейским движением, представителями освободительных движений Азербайджана, Белоруссии, Грузии, Кубани и Туркестана, а также выступило организатором массовых протестов против террора и насильственной коллективизации сельского хозяйства в СССР. Помимо этого Государственный центр активно занимался просветительской деятельностью и выступил иницатором создания ряда культурно-образовательных институций. В период Второй мировой войны правительство изучало возможность формирования украинских подразделений для участия в советско-финляндской войне на стороне Финляндии, а после вторжения Германии в СССР — санкционировало создание Тарасом Боровцем «Полесской сечи».
После окончания войны ГЦ УНР переместился в Мюнхен. В послевоенный период правительство обозначило для себя новые цели — консолидацию украинской диаспоры, её политических и общественных объединений на основе идей УНР, признание украинского народа единственной силой, способной радикально изменить внутреннее общественно-политическое положение на Украине, оказание ему помощи в разоблачении тоталитарного режима в СССР, информирование международной общественности об антидемократических действиях органов советской власти в отношении украинцев, мобилизацию усилий правительств, международных правительственных и общественных организаций на демократизацию общественно-политического строя в Советской Украине. Для этого в Государственном центре в 1948 году была проведена масштабная реформа: был принят конституционный закон — «Временный закон о реорганизации Государственного центра УНР в изгнании»; вместо должностей председателя Директории и главного атамана была введена должность президента; вместо Совета народных министров — Правительство УНР (укр. Уряд УНР); была создана Украинская национальная рада. В 1976 году ГЦ УНР перебазировался в Филадельфию. В 1992 году правительство передало свои полномочия Кабинету министров независимой Украины.
|         | Портрет | Имя (годы жизни)                                                                             | Полномочия      | Полномочия       | Партия                                                            | Наименование должности                                                                                      | Пр.    |
| Начало  | Портрет | Имя (годы жизни)                                                                             | Окончание       |                  | Партия                                                            | Наименование должности                                                                                      | Пр.    |
| ------- | ------- | -------------------------------------------------------------------------------------------- | --------------- | ---------------- | ----------------------------------------------------------------- | --- | ------ |
| А (I)   |         | Андрей Николаевич Ливицкий (1879—1954) укр. Андрій Миколайович Лівицький                     | 14 ноября 1920  | 24 марта 1921    | беспартийный в коалиции с УПСФ, УНРП, ПДЦ и партией «Фолкспартей» | Председатель Совета народных министров укр. Голова Ради народних міністрів                                  | [ 42 ] |
| Б (I)   |         | Вячеслав Константинович Прокопович (1881—1942) укр. В’ячеслав Костянтинович Прокопович       | 24 марта 1921   | 29 июня 1921     | Украинская партия социалистов-федералистов                        | Председатель Совета народных министров укр. Голова Ради народних міністрів                                  | [ 47 ] |
| В       |         | Филипп Каленикович Пилипчук (1869—1940) укр. Пилип Каленикович Пилипчук                      | 5 августа 1921  | 14 января 1922   | Украинская народно-республиканская партия                         | Председатель Совета народных министров укр. Голова Ради народних міністрів                                  | [ 48 ] |
| А (II)  |         | Андрей Николаевич Ливицкий (1879—1954) укр. Андрій Миколайович Лівицький                     | 14 января 1922  | 1 июня 1926      | беспартийный                                                      | Председатель Совета народных министров укр. Голова Ради народних міністрів                                  | [ 42 ] |
| Б (II)  |         | Вячеслав Константинович Прокопович (1881—1942) укр. В’ячеслав Костянтинович Прокопович       | 1 июня 1926     | 26 октября 1939  | Украинская радикально-демократическая партия                      | Председатель Совета народных министров укр. Голова Ради народних міністрів                                  | [ 49 ] |
| Г       |         | Александр Яковлевич Шульгин (1889—1960) укр. Олександр Якович Шульгин                        | 26 октября 1939 | 29 сентября 1940 | Украинская радикально-демократическая партия                      | Председатель Совета народных министров укр. Голова Ради народних міністрів                                  | [ 50 ] |
| Б (III) |         | Вячеслав Константинович Прокопович (1881—1942) укр. В’ячеслав Костянтинович Прокопович       | 1940            | 7 июня 1942      | Украинская радикально-демократическая партия                      | Председатель Совета народных министров укр. Голова Ради народних міністрів                                  | [ 45 ] |
| Д       |         | Андрей Иванович Яковлев (1872—1955) укр. Андрій Іванович Яковлів                             | 1944            | 1945             | Украинская радикально-демократическая партия                      | Председатель Совета народных министров укр. Голова Ради народних міністрів                                  | [ 45 ] |
| Е       |         | Константин Константинович Паньковский (1897—1973) укр. Костянтин Констянтинович Паньківський | 1945            | 1948             | Украинский национально-демократический союз                       | Председатель Совета народных министров укр. Голова Ради народних міністрів                                  | [ 51 ] |
| Ж       |         | Исаак Прохорович Мазепа (1884—1952) укр. Ісаак Прохорович Мазепа                             | 1948            | январь 1952      | Украинская социалистическая партия                                | Председатель Правительства Украинской Народной Республики укр. Голова Уряду Української Народної Республіки | [ 40 ] |
| З       |         | Степан Иванович Баран (1879—1953) укр. Степан Іванович Баран                                 | январь 1952     | 4 июня 1953      | Украинское национально-демократическое объединение                | Председатель Правительства Украинской Народной Республики укр. Голова Уряду Української Народної Республіки | [ 45 ] |
| И (I)   |         | Спиридон Никитович Довгаль (1898—1980) укр. Спиридон Микитович Довгаль                       | 4 июня 1953     | 1954             | Украинская социалистическая партия                                | Председатель Правительства Украинской Народной Республики укр. Голова Уряду Української Народної Республіки | [ 52 ] |
| К       |         | Симон Васильевич Созонтив (1896—1975) укр. Симон Васильович Созонтів                         | 1954            | 1957             | беспартийный                                                      | Председатель Правительства Украинской Народной Республики укр. Голова Уряду Української Народної Республіки | [ 45 ] |
| Л       |         | Николай Андреевич Ливицкий (1907—1989) укр. Микола Андрійович Лівицький                      | 1957            | 1966             | Украинский национально-государственный союз                       | Председатель Правительства Украинской Народной Республики укр. Голова Уряду Української Народної Республіки | [ 53 ] |
| И (II)  |         | Спиридон Никитович Довгаль (1898—1980) укр. Спиридон Микитович Довгаль                       | 1966            | 1967             | Украинская социалистическая партия                                | Председатель Правительства Украинской Народной Республики укр. Голова Уряду Української Народної Республіки | [ 52 ] |
| М       |         | Афанасий Иванович Фиголь (1908—1993) укр. Атанас Іванович Фіґоль                             | 1967            | 1969             | беспартийный                                                      | Председатель Правительства Украинской Народной Республики укр. Голова Уряду Української Народної Республіки | [ 45 ] |
| И (III) |         | Спиридон Никитович Довгаль (1898—1980) укр. Спиридон Микитович Довгаль                       | 1969            | 1972             | Украинская социалистическая партия                                | Председатель Правительства Украинской Народной Республики укр. Голова Уряду Української Народної Республіки | [ 52 ] |
| Н       |         | Василий Лукинович Федорончук (1915—1984) укр. Василь Лукинович Федорончук                    | 1972            | 1974             | Украинское национально-демократическое объединение                | Председатель Правительства Украинской Народной Республики укр. Голова Уряду Української Народної Республіки | [ 45 ] |
| О (I)   |         | Теофил Леонтий (?—?) укр. Теофіль Леонтій                                                    | 1974            | 1976             | Украинский национально-государственный союз                       | Председатель Правительства Украинской Народной Республики укр. Голова Уряду Української Народної Республіки | [ 45 ] |
| П       |         | Иван Иванович Кедрин-Рудницкий (1896—1995) укр. Іван Іванович Кедрин-Рудницький              | 1976            | 1978             | Украинское национально-демократическое объединение                | Председатель Правительства Украинской Народной Республики укр. Голова Уряду Української Народної Республіки | [ 54 ] |
| О (II)  |         | Теофил Леонтий (?—?) укр. Теофіль Леонтій                                                    | 1978            | 1980             | Украинский национально-государственный союз                       | Председатель Правительства Украинской Народной Республики укр. Голова Уряду Української Народної Республіки | [ 45 ] |
| Р       |         | Ярослав-Богдан Антонович Рудницкий (1910—1995) укр. Ярослав-Богдан Антонович Рудницький      | 1980            | 19 июня 1989     | беспартийный                                                      | Председатель Правительства Украинской Народной Республики укр. Голова Уряду Української Народної Республіки | [ 55 ] |
| С       |         | Иван Матвеевич Самойленко (1912—2006) укр. Іван Матвійович Самійленко                        | 19 июня 1989    | 24 августа 1992  | Украинский национально-государственный союз                       | Председатель Правительства Украинской Народной Республики укр. Голова Уряду Української Народної Республіки | [ 56 ] |

### Советская Украина

#### Украинская Народная Республика Советов (1917—1918)
В результате наступления РККА в декабре 1917 года Харьков был захвачен большевиками, которые 12 (25) декабря провели в нём альтернативный киевскому I Всеукраинский съезд Советов, на котором в противовес Генеральному секретариату Центральной рады образовали советское правительство Украины — Народный секретариат (укр. Народний секретаріат), а также провозгласили УНР республикой в составе Советской России, историографически известной как Украинская Народная Республика Советов (укр. Українська Народна Республіка Рад). 26 января (8 февраля) РККА удалось занять Киев, ненадолго сделав его столицей Советской Украины. Однако из-за приближавшейся к городу германо-австрийской армии советское правительство переместилось 14 (27) февраля в Полтаву, а 10 марта — в Екатеринослав, где уже 19 марта на II Всеукраинском съезде Советов Украина была провозглашена «самостоятельной Советской Республикой».
|                                                                       | Портрет                                                               | Имя (годы жизни)                                                         | Полномочия                                                            | Полномочия                                                            | Партия                                                                                          | Наименование должности                                                 | Пр.                                                                   |
| Начало                                                                | Портрет                                                               | Имя (годы жизни)                                                         | Окончание                                                             |                                                                       | Партия                                                                                          | Наименование должности                                                 | Пр.                                                                   |
| С 17 (30) декабря 1917 года по 4 марта 1918 года — должность вакантна | С 17 (30) декабря 1917 года по 4 марта 1918 года — должность вакантна | С 17 (30) декабря 1917 года по 4 марта 1918 года — должность вакантна    | С 17 (30) декабря 1917 года по 4 марта 1918 года — должность вакантна | С 17 (30) декабря 1917 года по 4 марта 1918 года — должность вакантна | С 17 (30) декабря 1917 года по 4 марта 1918 года — должность вакантна                           | С 17 (30) декабря 1917 года по 4 марта 1918 года — должность вакантна  | С 17 (30) декабря 1917 года по 4 марта 1918 года — должность вакантна |
| --------------------------------------------------------------------- | --------------------------------------------------------------------- | ------------------------------------------------------------------------ | --------------------------------------------------------------------- | --------------------------------------------------------------------- | ----------------------------------------------------------------------------------------------- | ---------------------------------------------------------------------- | --------------------------------------------------------------------- |
| 1                                                                     |                                                                       | Николай Алексеевич Скрыпник (1872—1933) укр. Микола Олексійович Скрипник | 4 марта 1918                                                          | 19 марта 1918                                                         | Российская социал-демократическая рабочая партия (большевиков) в коалиции с левой фракцией УПСР | Председатель Народного секретариата укр. Голова Народного секретаріату | [ 58 ] [ 59 ]                                                         |

#### Украинская Советская Республика (1918)
19 марта 1918 года в Екатеринославе на II Всеукраинском съезде Советов Украина была провозглашена «самостоятельной Советской Республикой» (укр. Українська Радянська Республіка). В связи с продолжавшимся наступлением войск УНР и Центральных держав 4 апреля правительство было эвакуировано в Таганрог. Однако после оккупации города 18 апреля ЦИК Советов был распущен, а Народный секретариат реорганизован во Всеукраинское бюро для руководства повстанческой борьбой против немецких оккупантов, переместившееся в Москву, где продолжало работу в качестве правительства в изгнании.
|        | Портрет | Имя (годы жизни)                                                         | Полномочия    | Полномочия     | Партия                                                                                                   | Наименование должности                                                 | Пр.           |
| Начало | Портрет | Имя (годы жизни)                                                         | Окончание     |                | Партия                                                                                                   | Наименование должности                                                 | Пр.           |
| ------ | ------- | ------------------------------------------------------------------------ | ------------- | -------------- | --- | ---------------------------------------------------------------------- | ------------- |
| (1)    |         | Николай Алексеевич Скрыпник (1872—1933) укр. Микола Олексійович Скрипник | 19 марта 1918 | 18 апреля 1918 | Российская коммунистическая партия (большевиков) в коалиции с левой фракцией УПСР и левой фракцией УСДРП | Председатель Народного секретариата укр. Голова Народного секретаріату | [ 58 ] [ 59 ] |

#### Правительство в изгнании (1918—1919)
После германо-австрийской оккупации Таганрога (столицы Украинской СР) 18 апреля 1918 года ЦИК Советов был распущен, а Народный секретариат реорганизован во Всеукраинское бюро для руководства повстанческой борьбой против немецких оккупантов (укр. Всеукраїнське бюро для керівництва повстанською боротьбою проти німецьких окупантів), переместившееся в Москву, где продолжало работу в качестве правительства в изгнании. 5—12 июля в Москве состоялся I съезд Коммунистической партии (большевиков) Украины, на котором было принято решение о создании Всеукраинского Центрального военно-революционного комитета (укр. Всеукраїнський центральний військово-революційний комітет). 14 ноября гетманом Украинской державы Павлом Скоропадским был провозглашён курс на сближение с небольшевистской Россией, что вызвало недовольство среди части населения, организовавшей восстание против гетманского режима. 28 ноября в Курске было сформировано Временное рабоче-крестьянское правительство Украины (укр. Тимчасовий робітничо-селянський уряд України), которое уже 24 декабря переместилось в Белгород. РККА начала наступление в черниговском, сумском и харьковском направлениях — война возобновилась. В январе 1919 года в Харькове началось большевистское восстание против Директории. 3 января в город вошли советские войска, куда вскоре переместилось правительство, которое 6 января приняло новое наименование страны — «Украинская Социалистическая Советская Республика».
|        | Портрет | Имя (годы жизни)                                                         | Полномочия       | Полномочия       | Партия | Наименование должности | Пр.           |
| Начало | Портрет | Имя (годы жизни)                                                         | Окончание        |                  | Партия | Наименование должности | Пр.           |
| ------ | ------- | ------------------------------------------------------------------------ | ---------------- | ---------------- | --- | --- | ------------- |
| А      |         | Николай Алексеевич Скрыпник (1872—1933) укр. Микола Олексійович Скрипник | 18 апреля 1918   | 12 июля 1918     | Российская коммунистическая партия (большевиков) в коалиции с ПЛСР, УПСР(б) (с мая 1918) и левой фракцией УСДРП | Председатель Всеукраинского бюро для руководства повстанческой борьбой против немецких оккупантов укр. Голова Всеукраїнського бюро для керівництва повстанською боротьбою проти німецьких окупантів | [ 58 ] [ 59 ] |
| Б      |         | Андрей Сергеевич Бубнов (1884—1938) укр. Андрій Сергійович Бубнов        | 12 июля 1918     | 18 сентября 1918 | Коммунистическая партия (большевиков) Украины в составе РКП(б)                                                  | Председатель Всеукраинского Центрального военно-революционного комитета укр. Голова Всеукраїнського Центрального військово-революційного комітету                                                   | [ 60 ] [ 61 ] |
| В      |         | Фёдор Андреевич Сергеев (1883—1921) укр. Федір Андрійович Сергєєв        | 18 сентября 1918 | 28 ноября 1918   | Коммунистическая партия (большевиков) Украины в составе РКП(б)                                                  | Председатель Всеукраинского Центрального военно-революционного комитета укр. Голова Всеукраїнського Центрального військово-революційного комітету                                                   | [ 62 ] [ 63 ] |
| Г      |         | Георгий Леонидович Пятаков (1890—1937) укр. Георгій Леонідович П’ятаков  | 28 ноября 1918   | 6 января 1919    | Коммунистическая партия (большевиков) Украины в составе РКП(б)                                                  | Председатель Временного рабоче-крестьянского правительства Украины укр. Голова Тимчасового робітниче-селянского уряду України                                                                       | [ 64 ] [ 65 ] |

#### Украинская Социалистическая Советская Республика (1919—1922)
В январе 1919 года в Харькове началось большевистское восстание против Директории. 3 января в город вошли советские войска, куда вскоре переместилось правительство, которое 6 января приняло новое наименование страны — Украинская Социалистическая Советская Республика (укр. Українська Соціалістична Радянська Республіка). В конце января Временное рабоче-крестьянское правительство Украины было переименовано по аналогии с правительством Советской России в Совет народных комиссаров Украинской ССР (укр. Рада народних комісарів Української СРР). 5 февраля советскими войсками был взят Киев, который стал новой столицей УССР. На проходившем 6—10 марта III Всеукраинском съезде Советов была принята Конституция УССР, которая провозглашала государственный суверенитет республики. В то же время уже начиная с июня, в рамках «военно-политического союза», объявленного после подавления Григорьевского восстания, начался процесс ликвидации и подчинения украинских народных комиссариатов российским (первыми были подчинены наркоматы военных дел, народного хозяйства, путей сообщения, финансов и труда). В конце августа Вооружённые силы Юга России захватили Киев, вынудив большевиков эвакуироваться в Чернигов. Однако уже 30 сентября после захвата белогвардейцами Чернигова правительство Советской Украины переместилось в Гомель, фактически превратившись в правительство в изгнании.
В этот период при посредничестве Фрица Платтена было объявлено перемирие и начаты переговоры между Советской Россией и УНР в рамках которых было озвучено предварительное согласие Ленина на передачу УНР занятой советскими войсками территории республики, а также, в случае заключения союза, на признание самостоятельности Украины вне зависимости от того, будет она социалистической или демократической республикой. В условиях фактической утраты силы конституции УССР и после аналогичного решения ЦК КП(б)У, несмотря на протесты и обвинения в превышении полномочий от Украинской коммунистической партии (боротьбистов), 15 октября 1919 года Президиумом ВУЦИК было принято решение распустить СНК и ВУЦИК. Взамен был создан внеконституционный орган — «правительственный центр» или «правительственная тройка» в составе Христиана Раковского, Григория Петровского (позже — Михаила Богуславского) и Адольфа Иоффе, пребывавший в Москве. Он должен был сосредоточить все организационные и контрольные (фактически за соблюдением Конституции РСФСР и законов Советской России) полномочия высшей власти на Украине, но в то же время находился под партийным контролем Зафронтбюро во главе с секретарем ЦК КП(б)У Станилавом Косиором. В октябре 1919 года ЦК РКП(б) рассмотрел вопрос формальной ликвидации УССР, в том числе путём «слияния» с РСФСР, однако, в связи с популярностью на Украине национальных лозунгов, решил отложить идею. 11 декабря Красная армия отбила Киев у белогвардейцев, советская власть на Украине была формально восстановлена, а переговоры между делегациями УНР и РСФСР в Москве фактически сошли на нет. В связи с этим был сформирован новый временный орган управления УССР — Всеукраинский революционный комитет, назывемый также «всевластной пятёркой». Так как он также не предусматривался конституцией 1919 года, им самим была разработана «временная конституция» — декрет от 22 декабря 1919 года «Об организации советской власти в Украине». ВУРК продолжил политику интеграции УССР в РСФСР.
19 февраля 1920 года Всеукраинский революционный комитет был реорганизован в Президиум ВУЦИК и Совнарком УССР. Возраждённый Совнарком насчитывал всего 7 наркоматов из бывших 20. В мае 1920 года в ходе советско-польской войны большевики вновь были вытеснены из Киева объединёнными силами Польши и УНР, однако уже в июне вернули город под свой контроль. Несмотря на то, что изначально большевикам удалось вытеснить основные силы УНР с территории Украины (в июле Директория была эвакуирована из Каменец-Подольского в Станиславов, а вскоре в Тарнув), в сентябре войскам небольшевистской Украины удалось вновь занять Каменец-Подольский, который, однако, в ноябре опять был взят советскими войсками. Тогда же большевиками в союзе с Революционной повстанческой армией Украины (махновцами) с территории Украины были окончательно выбиты белогвардейцы. В марте 1921 года был подписан мирный договор, по которому большая часть территории Западной Украины вошла в состав Польши. В августе — с территории Украины под натиском РККА в Румынию оступили ранее союзные ей махновцы. В ноябре — окончательно разбиты регулярные силы УНР, а осенью 1922 года — разгромлено лояльное УНР повстанечское движение. Параллельно с этим между УССР и РСФСР продолжались переговоры о слиянии двух республик в единое государство, которое в конечном итоге было реализовано в подписанном 29 декабря 1922 года Договоре об образовании СССР — Советская Украина вошла в состав нового государства на федеративных началах.
| | Портрет        | Имя (годы жизни) | Полномочия      | Полномочия | Партия | Наименование должности | Пр.           |
| Начало | Портрет        | Имя (годы жизни) | Окончание       | | Партия | Наименование должности | Пр.           |
| --- | -------------- | --- | --------------- | --- | --- | --- | ------------- |
| 2 |                | Георгий Леонидович Пятаков (1890—1937) укр. Георгій Леонідович П’ятаков                                                                      | 6 января 1919   | 16 января 1919 | Коммунистическая партия (большевиков) Украины в составе РКП(б) | Председатель Временного рабоче-крестьянского правительства Украины укр. Голова Тимчасового робітниче-селянского уряду України                                                 | [ 64 ] [ 65 ] |
| 3 |                | Фёдор Андреевич Сергеев (1883—1921) укр. Федір Андрійович Сергєєв                                                                            | 16 января 1919  | 19 января 1919 | Коммунистическая партия (большевиков) Украины в составе РКП(б) | Председатель Временного рабоче-крестьянского правительства Украины укр. Голова Тимчасового робітниче-селянского уряду України                                                 | [ 62 ] [ 63 ] |
| и. о. | 19 января 1919 | Фёдор Андреевич Сергеев (1883—1921) укр. Федір Андрійович Сергєєв                                                                            | 24 января 1919  | Заместитель Председателя Временного рабоче-крестьянского правительства Украины укр. Заступник Голови Тимчасового робітниче-селянского уряду України | Коммунистическая партия (большевиков) Украины в составе РКП(б) | | [ 62 ] [ 63 ] |
| 4 (I—II) |                | Христиан Георгиевич Раковский (1873—1941) укр. Християн Георгійович Раковський урожд. Крыстё Георгиев Станчев болг. Кръстьо Георгиев Станчев | 24 января 1919  | 29 января 1919 | Коммунистическая партия (большевиков) Украины в составе РКП(б) | Председатель Временного рабоче-крестьянского правительства Украины укр. Голова Тимчасового робітниче-селянского уряду України                                                 | [ 69 ] [ 70 ] |
| 4 (I—II) | 29 января 1919 | Христиан Георгиевич Раковский (1873—1941) укр. Християн Георгійович Раковський урожд. Крыстё Георгиев Станчев болг. Кръстьо Георгиев Станчев | 15 октября 1919 | Коммунистическая партия (большевиков) Украины в составе РКП(б) и в коалиции с УКП(б) (с мая 1919)                                                   | Председатель Совета народных комиссаров Украинской Социалистической Советской Республики укр. Голова Ради народних комісарів Української Соціалістичної Радянської Республіки | | [ 69 ] [ 70 ] |
| C 15 октября по 11 декабря 1919 года Правительственный центр являлся высшим органом государственной власти УССР |                | |                 | | | |               |
| С 11 декабря 1919 года по 19 февраля 1920 года ВУРК являлся высшим органом государственной власти УССР          |                | |                 | | | |               |
| 4 (III) |                | Христиан Георгиевич Раковский (1873—1941) укр. Християн Георгійович Раковський урожд. Крыстё Георгиев Станчев болг. Кръстьо Георгиев Станчев | 19 февраля 1920 | 30 декабря 1922 | Коммунистическая партия (большевиков) Украины в составе РКП(б) и в коалиции с УКП(б) (до марта 1920), УПЛСР(б) (до июля 1920) и ЗГ УКП (май—сентябрь 1920)                    | Председатель Совета народных комиссаров Украинской Социалистической Советской Республики укр. Голова Ради народних комісарів Української Соціалістичної Радянської Республіки | [ 69 ] [ 70 ] |

## Украинская ССР (1922—1991) в составе СССР
30 декабря 1922 года вступил в силу Договор об образовании СССР — Украина вошла в состав нового федеративного государства. В 1920-х годах в республике проводилась политика украинизации, в соответствии с которой реформе подверглась орфография украинского языка («харьковское правописание»). В названии страны было изменено написание слова «Социалистическая» — с «Соціалістичної» на «Соціялістичну». В конце 1920-х годов укранизация была прекращена, в начале 1930-х годов была начата русификация. В мае 1929 года на XI Всеукраинскомом съезде Советов была принята новая конституция УССР, которая определяла её уже не как «независимое», а как «суверенное договорное государство». Начались репрессии против украинской интелегенции, был организован Голодомор. В 1933 году харьковское правописание было отменено в связи с введением новой орфографии, приближенной к русской — слово «Социалистическая» в названии страны снова стало писаться как «Соціалістична». В 1934 году столица УССР была перенесена из Харькова в Киев. 5 декабря 1936 года на чрезвычайном VIII Всесоюзном съезде Советов была принята Конституция СССР, в которой, кроме прочего, было отражено новое название Украины — Украинская Советская Социалистическая Республика (укр. Українська Радянська Соціалістична Республіка). В январе 1937 года на XIV Всеукраинскомом съезде Советов была принята новая украинская конституция, согласно которой высшим органом исполнительной власти на Украине стал Совет министров (укр. Рада міністрів; СМ; переименование СНК в СМ произошло только в 1946 году). С 1923 по 1936 год продолжился процесс исключения наркоматов из республиканского подчинения — количество общесоюзных наркоматов возросло с 31 % до 55 %.
22 июня 1941 года в ходе Второй мировой войны в нарушение Договора о ненападении нацистская Германия вторглась в СССР, к концу лета 1942 года захватив всю территорию УССР. Правительство УССР было эвакуированно в РСФСР. В августе 1941 года, после пресечения немцами попытки восстановить независимость Украины, страна была разделена межу несколькими немецкими и румынскими гражданскими оккупационными администрациями (Рейхскомиссариат Украина, Дистрикт Галиция, губернаторства Транснистрия, Бессарабия, Буковина), а также военной администрацией, управлявшей прифронтовой зоной. Освобождение УССР началось в 1943 году и завершилось в конце 1944 года после проведения советскими войсками Львовско-Сандомирской и Ясско-Кишинёвской операций, в ходе которых были разгромлены группы армий «Северная Украина» и «Южная Украина». 28 января 1944 года, с целю получения дополнительных голосов в создававшейся Организации Объединённых Наций, были внесесны изменения в конституцию СССР, декларативно предоставлявшие союзным республикам права организации национальных войсковых формирований и самостоятельной дипломатии. В феврале был восстановлен Наркомат иностранных дел УССР, в марте — Наркомат обороны. На Ялтинской конференции в феврале 1945 года было принято компромисное решение о вхождении в качестве государств-основателей в ООН наряду с СССР только Украинской ССР и Белорусской ССР.
В конце 1980-х годов на фоне перестройки в УССР возникло множество общественно-политических оппозиционных организаций. Между тем, в КПУ нарастало противостояние консерваторов (сторонников первого секретаря ЦК Щербицкого), скептически отнёсшихся к перестройке, и реформаторов (сторонников генерального секретаря ЦК КПСС Горбачёва). В сентябре 1989 года Щербицкого сменил умеренный реформатор Владимир Ивашко. В марте 1990 года в республике впервые прошли альтернативные выборы, на которых второе место занял Демократический блок, преимущественно состоявший из членов Народного движения Украины и Украинской Хельсинкской группы. Постепенно стала формироваться многопартийная система, возникли партии, которые условно можно разделить на сторонников государственной независимости (выступавших за выход из состава СССР), конфедералистские (выступавшие за военно-политический союз с постсоветскими государствами) и федералистские (декларировавшие вхождение страны в новую советскую федерацию). 16 июля Верховный Совет Украинской ССР принял Декларацию о государственном суверенитете, положившую начало формальному демонтажу политической системы Украины. В июле Верховный Совет возглавил Леонид Кравчук. В апреле 1991 года Совет министров был реформирован в Кабинет министров Украинской ССР (укр. Кабінет міністрів Української РСР). В марте 1991 года в республике был проведён референдум, на котором за сохранение СССР высказалось 70 % проголосовавших. Однако после провала попытки государственного переворота в СССР 24 августа Верховный Совет УССР принял Акт провозглашения независимости, в соответствии с которым название государства было изменено на «Украину».
|           | Портрет        | Имя (годы жизни) | Полномочия      | Полномочия | Партия | Наименование должности | Пр.             |
| Начало    | Портрет        | Имя (годы жизни) | Окончание       | | Партия | Наименование должности | Пр.             |
| --------- | -------------- | --- | --------------- | --- | --- | --- | --------------- |
| 4 (III)   |                | Христиан Георгиевич Раковский (1873—1941) укр. Християн Георгійович Раковський урожд. Крыстё Георгиев Станчев болг. Кръстьо Георгиев Станчев | 30 декабря 1922 | 13 июля 1923 | Коммунистическая партия (большевиков) Украины в составе ВКП(б) | Председатель Совета народных комиссаров Украинской Социалистической Советской Республики укр. Голова Ради народних комісарів Української Соціалістичної Радянської Республіки                       | [ 69 ] [ 70 ]   |
| 5         |                | Влас Яковлевич Чубарь (1891—1939) укр. Влас Якович Чубар                                                                                     | 13 июля 1923    | 28 апреля 1934 | Коммунистическая партия (большевиков) Украины в составе ВКП(б) | Председатель Совета народных комиссаров Украинской Социалистической Советской Республики укр. Голова Ради народних комісарів Української Соціалістичної Радянської Республіки                       | [ 79 ] [ 80 ]   |
| 6 (I—II)  |                | Панас Петрович Любченко (1897—1937) укр. Панас Петрович Любченко                                                                             | 28 апреля 1934  | 5 декабря 1936 | Коммунистическая партия (большевиков) Украины в составе ВКП(б) | Председатель Совета народных комиссаров Украинской Социалистической Советской Республики укр. Голова Ради народних комісарів Української Соціалістичної Радянської Республіки                       | [ 81 ] [ 82 ]   |
| 6 (I—II)  | 5 декабря 1936 | Панас Петрович Любченко (1897—1937) укр. Панас Петрович Любченко                                                                             | 30 августа 1937 | Председатель Совета народных комиссаров Украинской Советской Социалистической Республики укр. Голова Ради народних комісарів Української Радянської Соціалістичної Республіки | Коммунистическая партия (большевиков) Украины в составе ВКП(б) | | [ 81 ] [ 82 ]   |
| 7         |                | Михаил Ильич Бондаренко (1903—1938) укр. Михайло Ілліч Бондаренко                                                                            | 30 августа 1937 | Председатель Совета народных комиссаров Украинской Советской Социалистической Республики укр. Голова Ради народних комісарів Української Радянської Соціалістичної Республіки | Коммунистическая партия (большевиков) Украины в составе ВКП(б) | 29 октября 1937 | [ 83 ] [ 84 ]   |
| и. о.     |                | Николай Макарович Марчак (1903—1938) укр. Микола Макарович Марчак                                                                            | 29 октября 1937 | 21 февраля 1938 | Коммунистическая партия (большевиков) Украины в составе ВКП(б) | Заместитель Председателя Совета народных комиссаров Украинской Советской Социалистической Республики укр. Заступник Голови Ради народних комісарів Української Радянської Соціалістичної Республіки | [ 85 ] [ 86 ]   |
| и. о.     |                | Кирилл Васильевич Сухомлин (1886—1938) укр. Кирило Васильович Сухомлин                                                                       | 2 ноября 1937   | 21 февраля 1938 | Коммунистическая партия (большевиков) Украины в составе ВКП(б) | Заместитель Председателя Совета народных комиссаров Украинской Советской Социалистической Республики укр. Заступник Голови Ради народних комісарів Української Радянської Соціалістичної Республіки | [ 87 ]          |
| и. о.     |                | Яков Фомич Тягнибеда (1895—1938) укр. Яків Хомич Тягнибіда                                                                                   | 2 ноября 1937   | 21 февраля 1938 | Коммунистическая партия (большевиков) Украины в составе ВКП(б) | Заместитель Председателя Совета народных комиссаров Украинской Советской Социалистической Республики укр. Заступник Голови Ради народних комісарів Української Радянської Соціалістичної Республіки | [ 88 ]          |
| 8 (I)     |                | Демьян Сергеевич Коротченко (1894—1969) укр. Дем’ян Сергійович Коротченко                                                                    | 21 февраля 1938 | 28 июля 1939 | Коммунистическая партия (большевиков) Украины в составе ВКП(б) | Председатель Совета народных комиссаров Украинской Советской Социалистической Республики укр. Голова Ради народних комісарів Української Радянської Соціалістичної Республіки                       | [ 89 ] [ 90 ]   |
| 9         |                | Леонид Романович Корниец (1901—1969) укр. Леонід Романович Корнієць                                                                          | 28 июля 1939    | 5 февраля 1944 | Коммунистическая партия (большевиков) Украины в составе ВКП(б) | Председатель Совета народных комиссаров Украинской Советской Социалистической Республики укр. Голова Ради народних комісарів Української Радянської Соціалістичної Республіки                       | [ 91 ] [ 92 ]   |
| 10 (I—II) |                | Никита Сергеевич Хрущёв (1894—1971) укр. Микита Сергійович Хрущов                                                                            | 5 февраля 1944  | 25 марта 1946 | Коммунистическая партия (большевиков) Украины в составе ВКП(б) | Председатель Совета народных комиссаров Украинской Советской Социалистической Республики укр. Голова Ради народних комісарів Української Радянської Соціалістичної Республіки                       | [ 93 ] [ 94 ]   |
| 10 (I—II) | 25 марта 1946  | Никита Сергеевич Хрущёв (1894—1971) укр. Микита Сергійович Хрущов                                                                            | 26 декабря 1947 | Председатель Совета министров Украинской Советской Социалистической Республики укр. Голова Ради міністрів Української Радянської Соціалістичної Республіки                    | Коммунистическая партия (большевиков) Украины в составе ВКП(б) | | [ 93 ] [ 94 ]   |
| 8 (II)    |                | Демьян Сергеевич Коротченко (1894—1969) укр. Дем’ян Сергійович Коротченко                                                                    | 26 декабря 1947 | Председатель Совета министров Украинской Советской Социалистической Республики укр. Голова Ради міністрів Української Радянської Соціалістичної Республіки                    | Коммунистическая партия (большевиков) Украины в составе ВКП(б) | 15 января 1954 | [ 89 ] [ 90 ]   |
| 11        |                | Никифор Тимофеевич Кальченко (1906—1989) укр. Никифор Тимофійович Кальченко                                                                  | 15 января 1954  | Председатель Совета министров Украинской Советской Социалистической Республики укр. Голова Ради міністрів Української Радянської Соціалістичної Республіки                    | 28 февраля 1961 | Коммунистическая партия Украины в составе КПСС | [ 95 ] [ 96 ]   |
| 12 (I)    |                | Владимир Васильевич Щербицкий (1918—1990) укр. Володимир Васильович Щербицький                                                               | 28 февраля 1961 | Председатель Совета министров Украинской Советской Социалистической Республики укр. Голова Ради міністрів Української Радянської Соціалістичної Республіки                    | 28 июня 1963 | Коммунистическая партия Украины в составе КПСС | [ 97 ] [ 98 ]   |
| 13        |                | Иван Павлович Казанец (1918—2013) укр. Іван Павлович Казанець                                                                                | 28 июня 1963    | Председатель Совета министров Украинской Советской Социалистической Республики укр. Голова Ради міністрів Української Радянської Соціалістичної Республіки                    | 15 октября 1965 | Коммунистическая партия Украины в составе КПСС | [ 99 ] [ 100 ]  |
| 12 (II)   |                | Владимир Васильевич Щербицкий (1918—1990) укр. Володимир Васильович Щербицький                                                               | 15 октября 1965 | Председатель Совета министров Украинской Советской Социалистической Республики укр. Голова Ради міністрів Української Радянської Соціалістичної Республіки                    | 26 мая 1972 | Коммунистическая партия Украины в составе КПСС | [ 97 ] [ 98 ]   |
| и. о.     |                | Никифор Тимофеевич Кальченко (1906—1989) укр. Никифор Тимофійович Кальченко                                                                  | 26 мая 1972     | 9 июня 1972 | Заместитель Председателя Совета министров Украинской Советской Социалистической Республики укр. Заступник Голови Ради міністрів Української Радянської Соціалістичної Республіки                        | Коммунистическая партия Украины в составе КПСС | [ 95 ] [ 96 ]   |
| 14        |                | Александр Павлович Ляшко (1915—2002) укр. Олександр Павлович Ляшко                                                                           | 9 июня 1972     | 10 июля 1987 | Председатель Совета министров Украинской Советской Социалистической Республики укр. Голова Ради міністрів Української Радянської Соціалістичної Республіки                                              | Коммунистическая партия Украины в составе КПСС | [ 101 ] [ 102 ] |
| 15        |                | Виталий Андреевич Масол (1928—2018) укр. Віталій Андрійович Масол                                                                            | 10 июля 1987    | 23 октября 1990 | Председатель Совета министров Украинской Советской Социалистической Республики укр. Голова Ради міністрів Української Радянської Соціалістичної Республіки                                              | Коммунистическая партия Украины в составе КПСС | [ 103 ] [ 104 ] |
| и. о.     |                | Витольд Павлович Фокин (1932—2025) укр. Вітольд Павлович Фокін                                                                               | 23 октября 1990 | 14 ноября 1990 | Исполняющий обязанности Председателя Совета министров Украинской Советской Социалистической Республики укр. Виконуючий обов’язки Голови Ради міністрів Української Радянської Соціалістичної Республіки | Коммунистическая партия Украины в составе КПСС | [ 105 ] [ 106 ] |
| 16 (I—II) | 14 ноября 1990 | Витольд Павлович Фокин (1932—2025) укр. Вітольд Павлович Фокін                                                                               | 18 апреля 1991  | Председатель Совета министров Украинской Советской Социалистической Республики укр. Голова Ради міністрів Української Радянської Соціалістичної Республіки                    | | Коммунистическая партия Украины в составе КПСС | [ 105 ] [ 106 ] |
| 16 (I—II) | 18 апреля 1991 | Витольд Павлович Фокин (1932—2025) укр. Вітольд Павлович Фокін                                                                               | 24 августа 1991 | Премьер-министр Украинской Советской Социалистической Республики укр. Прем’єр-міністр Української Радянської Соціалістичної Республіки                                        | | Коммунистическая партия Украины в составе КПСС | [ 105 ] [ 106 ] |

### Украинское государство (1941)
Ещё до немецкого вторжения в СССР бандеровской фракцией Организации украинских националистов в Кракове было инициировано создание многопартийного коалиционного представительного органа — Украинского национального комитета (УНК). Он включал в себя представителей основных групп украинской политической эмиграции в Европе, кроме мельниковской фракции ОУН. 22 июня 1941 года УНК предоставил руководителю одной из походных групп ОУН(б) Ярославу Стецько полномочия провозгласить создание независимого украинского государства. 30 июня, после вхождения во Львов немецких войск и Дружин украинских националистов в их составе, Национальным собранием было провозглашено восстановление Украинского государства (укр. Українська держава). Его правительством было объявлено Украинское государственное правление (укр. Українське державне правління). Столицей государства декларировался Киев, де-факто провозглашение государственности распространилось на территорию Станиславской, Тарнопольской, Львовской, Дрогобычской, Житомирской, Ровенской, Волынской, частей Киевской и Каменец-Подольской областей, где была организована местная администрация. Однако уже к 12 июля члены правительства были арестованы айнзацгруппой СС, а государственное образование ликвидировано.
|        | Портрет | Имя (годы жизни)                                                     | Полномочия   | Полномочия   | Партия                                                                                     | Наименование должности                                                                            | Пр.     |
| Начало | Портрет | Имя (годы жизни)                                                     | Окончание    |              | Партия                                                                                     | Наименование должности                                                                            | Пр.     |
| ------ | ------- | -------------------------------------------------------------------- | ------------ | ------------ | ------------------------------------------------------------------------------------------ | ------------------------------------------------------------------------------------------------- | ------- |
|        |         | Ярослав Семёнович Стецько (1912—1986) укр. Ярослав Семенович Стецько | 30 июня 1941 | 12 июля 1941 | Организация украинских националистов (бандеровское движение) в коалиции с УСРП, УНДО и ФНЕ | Председатель Украинского государственного правления укр. Голова Українського державного правління | [ 111 ] |

#### Подпольное правительство (1944—1954)
После ареста руководства ОУН(б) и Украинского государственного правления I конференция ОУН(б) в сентябре 1941 года приняла решение считать Германию врагом на равных с СССР. В марте — апреле 1943 года ОУН(б) была организована Украинская повстанческая армия. По инициативе руководства ОУН(б) и УПА на Великом сборе ОУН, проходившем 11—15 июля 1944 года, был образован Украинский главный освободительный совет (УГОС, укр. Українська головна визвольна рада) и временное правительство в его составе — Генеральный секретариат (укр. Генеральний секретаріат). На территории Украины УГОС не сумел организовать своих местных органов, ввиду чего фактически репрезентовал себя через ОУН(б) и УПА, а к середине 1950-х годов прекратил свою деятельность в связи с арестом либо убийством большинства деятелей советскими властями.
|        | Портрет | Имя (годы жизни)                                                | Полномочия   | Полномочия     | Партия                                                       | Наименование должности | Пр.     |
| Начало | Портрет | Имя (годы жизни)                                                | Окончание    |                | Партия                                                       | Наименование должности | Пр.     |
| ------ | ------- | --------------------------------------------------------------- | ------------ | -------------- | ------------------------------------------------------------ | --- | ------- |
| А      |         | Роман Иосифович Шухевич (1907—1950) укр. Роман Осипович Шухевич | 11 июня 1944 | 5 марта 1950   | Организация украинских националистов (бандеровское движение) | Председатель Генерального секретариата Украинского главного освободительного совета укр. Голова Герельного секретаріату Української головної визвольної ради | [ 114 ] |
| Б      |         | Василий Степанович Кук (1913—2007) укр. Василь Степанович Кук   | 8 июня 1950  | 23 апреля 1954 | Организация украинских националистов (бандеровское движение) | Председатель Генерального секретариата Украинского главного освободительного совета укр. Голова Герельного секретаріату Української головної визвольної ради | [ 115 ] |

## Украина (с 1991)
24 августа 1991 года Верховный Совет Украинской ССР принял Акт провозглашения независимости, в соответствии с которым название государства было изменено на Украину (укр. Україна), её правительства — на Кабинет министров Украины (укр. Кабінет міністрів України). Для подтверждения данного акта 1 декабря был проведён референдум, на котором государственную независимость поддержало 90 % проголосовавших. Одновременно с ним состоялись президентские выборы, на которых одержал победу председатель Верховного Совета Леонид Кравчук. 22 августа 1992 года правительство Украинской Народной Республики в изгнании передало свои полномочия Кабинету министров независимой Украины. Период с конца 1991 года характеризовался внутриполитической нестабильностью, вызванной конфликтом между президентом и Верховным Советом по вопросу президентских полномочий. В июне 1996 года длительное противостояние завершилось принятием конституции, преобразовавшей страну в президентско-парламентскую республику. В 2004 году в результате «оранжевой революции» были приняты поправки в конституцию, которые предусматривали смену формы правления с уклоном в сторону парламента — Верховной Рады (после 1996 года — официальный перевод органа на русский язык).
В конце 2000-х годов Украина взяла курс на евроинтеграцию, предпринимались шаги по реализации соглашения об ассоциации с Европейским союзом (парафированного 30 марта 2012 года). Однако 21 ноября 2013 года процесс подготовки к подписанию соглашения был приостановлен по инициативе украинского правительства (во главе с Николаем Азаровым) и президента Виктора Януковича; начались массовые акции протеста, переросшие в вооружённые столкновения митингующих с силами правопорядка. 21 февраля 2014 года Янукович и лидеры оппозиции при посредничестве представителей ЕС подписали соглашение об урегулировании кризиса в Украине. Однако уже на следующий день активисты оппозиции захватили правительственный квартал, в связи с чем президент покинул страну. Верховная Рада объявила Януковича самоустранённым, проголосовала за возвращение к конституции 2004 года (отменённой в 2010 году), в соответствии с которой назначила Александра Турчинова, избранного новым главой парламента, исполняющим обязанности президента в период до проведения внеочередных выборов. В мае на президентских выборах одержал победу Пётр Порошенко, которого в 2019 году сменил Владимир Зеленский.
Курсивом и серым цветом выделены даты начала и окончания полномочий лиц, временно замещавших премьер-министров, находившихся в отпуске или не способных исполнять обязанности по другим причинам.
|           | Портрет          | Имя (годы жизни)                                                                | Полномочия       | Полномочия                                                                         | Партия | Выборы      | Кабинет                                                                  | Пр.             |
| Начало    | Портрет          | Имя (годы жизни)                                                                | Окончание        |                                                                                    | Партия | Выборы      | Кабинет                                                                  | Пр.             |
| --------- | ---------------- | ------------------------------------------------------------------------------- | ---------------- | ---------------------------------------------------------------------------------- | --- | ----------- | ------------------------------------------------------------------------ | --------------- |
| 16 (II)   |                  | Витольд Павлович Фокин (1932—2025) укр. Вітольд Павлович Фокін                  | 24 августа 1991  | 2 октября 1992                                                                     | беспартийный | (1990)      | Фокин                                                                    | [ 105 ] [ 106 ] |
| и. о.     |                  | Валентин Константинович Симоненко (1940—) укр. Валентин Костянтинович Симоненко | 2 октября 1992   | 13 октября 1992                                                                    | беспартийный | (1990)      | Фокин                                                                    | [ 121 ] [ 122 ] |
| 17        |                  | Леонид Данилович Кучма (1938—) укр. Леонід Данилович Кучма                      | 13 октября 1992  | 22 сентября 1993                                                                   | беспартийный | (1990)      | Кучма                                                                    | [ 123 ] [ 124 ] |
| и. о.     |                  | Ефим Леонидович Звягильский (1933—2021) укр. Юхим Леонідович Звягільський       | 22 сентября 1993 | 16 июня 1994                                                                       | беспартийный | (1990)      | Кучма                                                                    | [ 125 ] [ 126 ] |
| 18        |                  | Виталий Андреевич Масол (1928—2018) укр. Віталій Андрійович Масол               | 16 июня 1994     | 6 марта 1995                                                                       | беспартийный | 1994        | Масол                                                                    | [ 103 ] [ 127 ] |
| и. о.     |                  | Евгений Кириллович Марчук (1941—2021) укр. Євген Кирилович Марчук               | 6 марта 1995     | 8 июня 1995                                                                        | Социал-демократическая партия Украины | 1994        | Масол                                                                    | [ 128 ] [ 129 ] |
| 19        | 8 июня 1995      | Евгений Кириллович Марчук (1941—2021) укр. Євген Кирилович Марчук               | 27 мая 1996      | Социал-демократическая партия Украины (объединённая)                               | Марчук | 1994        |                                                                          | [ 128 ] [ 129 ] |
| 20 (I—II) |                  | Павел Иванович Лазаренко (1953—) укр. Павло Іванович Лазаренко                  | 28 мая 1996      | 11 июля 1996                                                                       | Всеукраинское объединение «Громада» | 1994        | Лазаренко (I)                                                            | [ 130 ] [ 131 ] |
| 20 (I—II) | 11 июля 1996     | Павел Иванович Лазаренко (1953—) укр. Павло Іванович Лазаренко                  | 2 июля 1997      | Лазаренко (II)                                                                     | Всеукраинское объединение «Громада» | 1994        |                                                                          | [ 130 ] [ 131 ] |
| и. о.     |                  | Василий Васильевич Дурдинец (1937—) укр. Василь Васильович Дурдинець            | 19 июня 1997     | Лазаренко (II)                                                                     | 2 июля 1997 | 1994        | беспартийный                                                             | [ 132 ] [ 133 ] |
| и. о.     | 2 июля 1997      | Василий Васильевич Дурдинец (1937—) укр. Василь Васильович Дурдинець            | 16 июля 1997     | Лазаренко (II)                                                                     | | 1994        | беспартийный                                                             | [ 132 ] [ 133 ] |
| 21        |                  | Валерий Павлович Пустовойтенко (1947—) укр. Валерій Павлович Пустовойтенко      | 16 июля 1997     | 22 декабря 1999                                                                    | Народно-демократическая партия | 1994        | Пустовойтенко                                                            | [ 134 ] [ 135 ] |
| 22        |                  | Виктор Андреевич Ющенко (1954—) укр. Віктор Андрійович Ющенко                   | 22 декабря 1999  | 29 мая 2001                                                                        | беспартийный в коалиции с ВО «Батькивщина», АПУ, НДП, УНРух, ХДПУ, СДПУ(о), ПРП                                                            | 1998        | Ющенко                                                                   | [ 136 ] [ 137 ] |
| 23        |                  | Анатолий Кириллович Кинах (1954—) укр. Анатолій Кирилович Кінах                 | 29 мая 2001      | 21 ноября 2002                                                                     | Партия промышленников и предпринимателей Украины в коалиции с СДПУ(о) и НРУ                                                                | 1998        | Кинах                                                                    | [ 138 ] [ 139 ] |
| 24 (I)    |                  | Виктор Фёдорович Янукович (1950—) укр. Віктор Федорович Янукович                | 21 ноября 2002   | 5 января 2005                                                                      | Партия регионов в коалиции с СДПУ(о), НДП, АПУ и партией «Трудовая Украина»                                                                | 2002        | Янукович (I)                                                             | [ 140 ] [ 141 ] |
| и. о.     |                  | Николай Янович Азаров (1947—) укр. Микола Янович Азаров                         | 7 декабря 2004   | 28 декабря 2004                                                                    | Партия регионов в коалиции с СДПУ(о), НДП, АПУ и партией «Трудовая Украина»                                                                | 2002        | Янукович (I)                                                             | [ 142 ] [ 143 ] |
| и. о.     | 5 января 2005    | Николай Янович Азаров (1947—) укр. Микола Янович Азаров                         | 24 января 2005   |                                                                                    | Партия регионов в коалиции с СДПУ(о), НДП, АПУ и партией «Трудовая Украина»                                                                | 2002        | Янукович (I)                                                             | [ 142 ] [ 143 ] |
| и. о.     |                  | Юлия Владимировна Тимошенко (1960—) укр. Юлія Володимирівна Тимошенко           | 24 января 2005   | 4 февраля 2005                                                                     | Всеукраинское объединение «Батькивщина» в коалиции с НСНУ, ПРП, СПУ, ПППУ, НРУ и УНП                                                       | 2002        | Янукович (I)                                                             | [ 144 ] [ 145 ] |
| 25 (I)    | 4 февраля 2005   | Юлия Владимировна Тимошенко (1960—) укр. Юлія Володимирівна Тимошенко           | 8 сентября 2005  | Тимошенко (I)                                                                      | Всеукраинское объединение «Батькивщина» в коалиции с НСНУ, ПРП, СПУ, ПППУ, НРУ и УНП                                                       | 2002        |                                                                          | [ 144 ] [ 145 ] |
| и. о.     |                  | Юрий Иванович Ехануров (1948—) укр. Юрій Іванович Єхануров                      | 8 сентября 2005  | Тимошенко (I)                                                                      | 22 сентября 2005 | 2002        | Народный Союз «Наша Украина» в коалиции с СПУ, УНП, НРУ и ПРП            | [ 146 ] [ 147 ] |
| 26        | 22 сентября 2005 | Юрий Иванович Ехануров (1948—) укр. Юрій Іванович Єхануров                      | 4 августа 2006   | Ехануров                                                                           | | 2002        | Народный Союз «Наша Украина» в коалиции с СПУ, УНП, НРУ и ПРП            | [ 146 ] [ 147 ] |
| 24 (II)   |                  | Виктор Фёдорович Янукович (1950—) укр. Віктор Федорович Янукович                | 4 августа 2006   | 18 декабря 2007                                                                    | Партия регионов в коалиции с СПУ, КПУ, НДП, РПУ, СДПУ(о), УНП и ПППУ                                                                       | 2006        | Янукович (II)                                                            | [ 140 ] [ 141 ] |
| 25 (II)   |                  | Юлия Владимировна Тимошенко (1960—) укр. Юлія Володимирівна Тимошенко           | 18 декабря 2007  | 11 марта 2010                                                                      | Всеукраинское объединение «Батькивщина» в коалиции с НСНУ, НРУ, ПРП и партией «Народная самооборона»                                       | 2007        | Тимошенко (II)                                                           | [ 144 ] [ 145 ] |
| и. о.     |                  | Александр Валентинович Турчинов (1964—) укр. Олександр Валентинович Турчинов    | 4 марта 2010     | 9 марта 2010                                                                       | Всеукраинское объединение «Батькивщина» в коалиции с НСНУ, НРУ, ПРП и партией «Народная самооборона»                                       | 2007        | Тимошенко (II)                                                           | [ 148 ] [ 149 ] |
| 27 (I—II) |                  | Николай Янович Азаров (1947—) укр. Микола Янович Азаров                         | 11 марта 2010    | 13 декабря 2012                                                                    | Партия регионов в коалиции с СПУ, Народной партией, партиями «Сильная Украина» и «Единый Центр»                                            | 2007        | Азаров (I)                                                               | [ 142 ] [ 143 ] |
| 27 (I—II) | 13 декабря 2012  | Николай Янович Азаров (1947—) укр. Микола Янович Азаров                         | 28 января 2014   | Партия регионов в коалиции с партией «Украина — Вперёд!»                           | 2012 | Азаров (II) |                                                                          | [ 142 ] [ 143 ] |
| и. о.     |                  | Сергей Геннадьевич Арбузов (1976—) укр. Сергій Геннадійович Арбузов             | 28 января 2014   | Партия регионов в коалиции с партией «Украина — Вперёд!»                           | 2012 | Азаров (II) | 22 февраля 2014                                                          | [ 150 ] [ 151 ] |
| и. о.     |                  | Александр Валентинович Турчинов (1964—) укр. Олександр Валентинович Турчинов    | 22 февраля 2014  | 27 февраля 2014                                                                    | 2012 | Азаров (II) | Всеукраинское объединение «Батькивщина» в коалиции с ВО «Свобода» и УДАР | [ 148 ] [ 149 ] |
| 28 (I—II) |                  | Арсений Петрович Яценюк (1974—) укр. Арсеній Петрович Яценюк                    | 27 февраля 2014  | 27 ноября 2014                                                                     | 2012 | Яценюк (I)  | Всеукраинское объединение «Батькивщина» в коалиции с ВО «Свобода» и УДАР | [ 152 ] [ 153 ] |
|           | 27 ноября 2014   | Арсений Петрович Яценюк (1974—) укр. Арсеній Петрович Яценюк                    | 14 апреля 2016   | Народный фронт в коалиции с БПП, РПЛ, ВО «Батькивщина» и Объединением «Самопомощь» | 2014 | Яценюк (II) |                                                                          | [ 152 ] [ 153 ] |
| и. о.     |                  | Владимир Борисович Гройсман (1978—) укр. Володимир Борисович Гройсман           | 24 июля 2014     | 1 августа 2014                                                                     | беспартийный в коалиции с БПП и партией «Народный фронт»                                                                                   | 2012        | Яценюк (I)                                                               | [ 154 ] [ 155 ] |
| 29        | 14 апреля 2016   | Владимир Борисович Гройсман (1978—) укр. Володимир Борисович Гройсман           | 29 августа 2019  | 2014                                                                               | беспартийный в коалиции с БПП и партией «Народный фронт»                                                                                   | Гройсман    |                                                                          | [ 154 ] [ 155 ] |
| 30        |                  | Алексей Валерьевич Гончарук (1984—) укр. Олексій Валерійович Гончарук           | 29 августа 2019  | 4 марта 2020                                                                       | Слуга народа в коалиции с партией «Народный фронт»                                                                                         | 2019        | Гончарук                                                                 | [ 156 ]         |
| 31        |                  | Денис Анатольевич Шмыгаль (1975—) укр. Денис Анатолійович Шмигаль               | 4 марта 2020     | 16 июля 2025                                                                       | беспартийный в коалиции с партиями «Слуга народа», «Народный фронт» (до 15 июля 2021), «Голос» (с 6 сентября 2023) и УСГ (с 30 марта 2020) | 2019        | Шмыгаль                                                                  | [ 157 ]         |
| 32        |                  | Юлия Анатольевна Свириденко (1985—) укр. Юлія Анатоліївна Свириденко            | 17 июля 2025     | действующий                                                                        | беспартийная в коалиции с партиями «Слуга народа» и УСГ                                                                                    | 2019        | Свириденко                                                               | [ 158 ] [ 159 ] |

## Галерея

Здания небольшевистских правительств
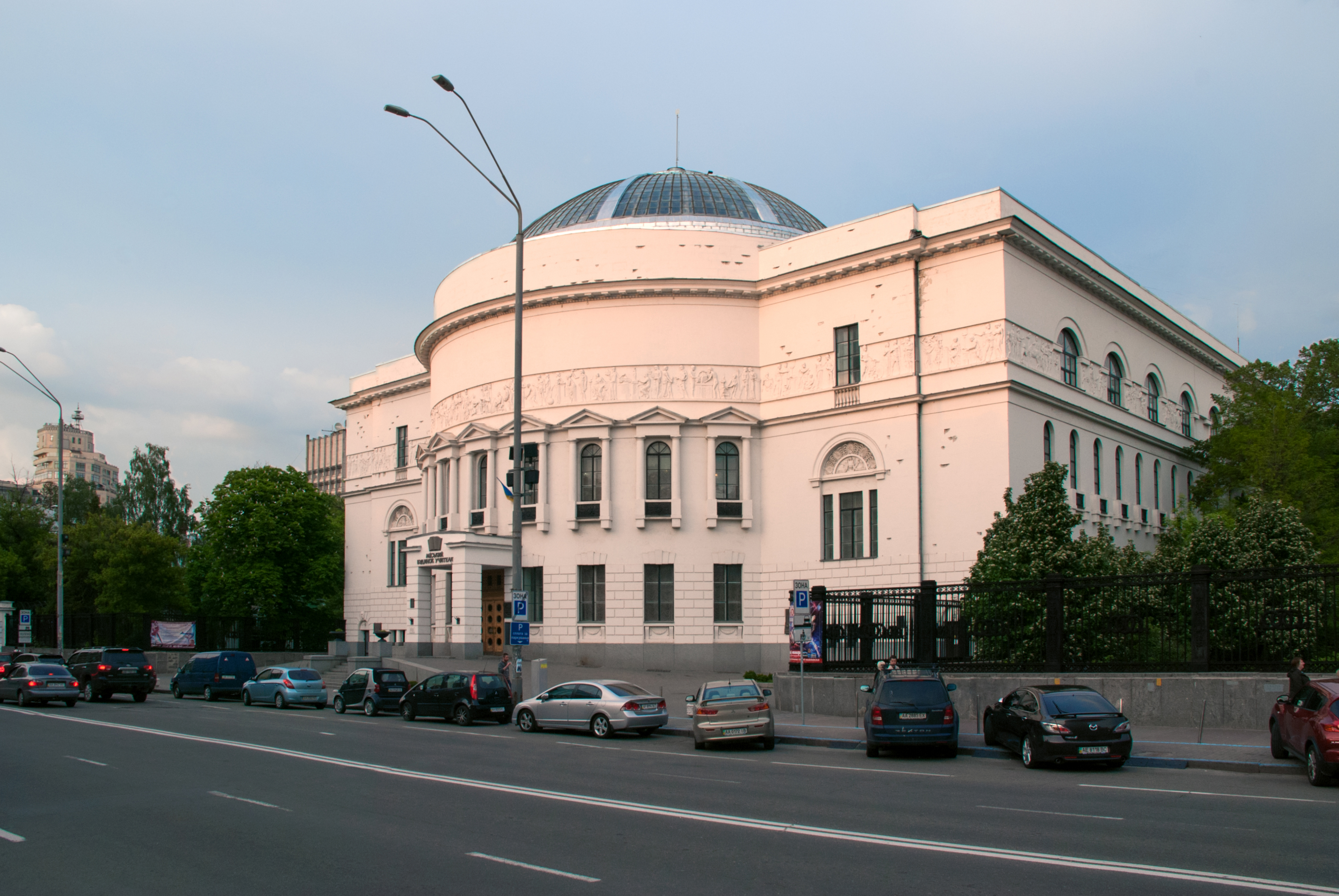
Педагогический музей — здание, в котором в 1917—1918 годах размещалась Украинская Центральная рада и в первые месяцы своей работы функционировал Генеральный секретариат. Киев, Украина
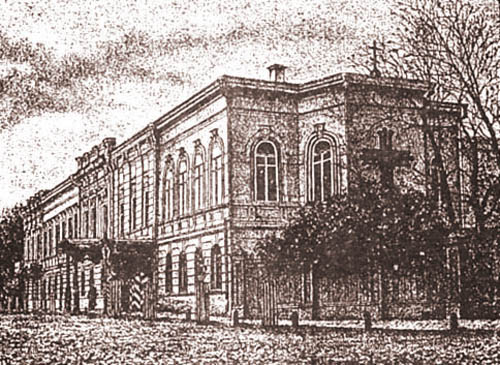
Бывший дворец генерал-губернатора — здание Генерального секретариата в 1917—1918 годах, Совета народных министров УНР в 1918 году, а также гетмана и его правительства после гетманского переворота. Уничтожен в 1920 году. Киев, Украина
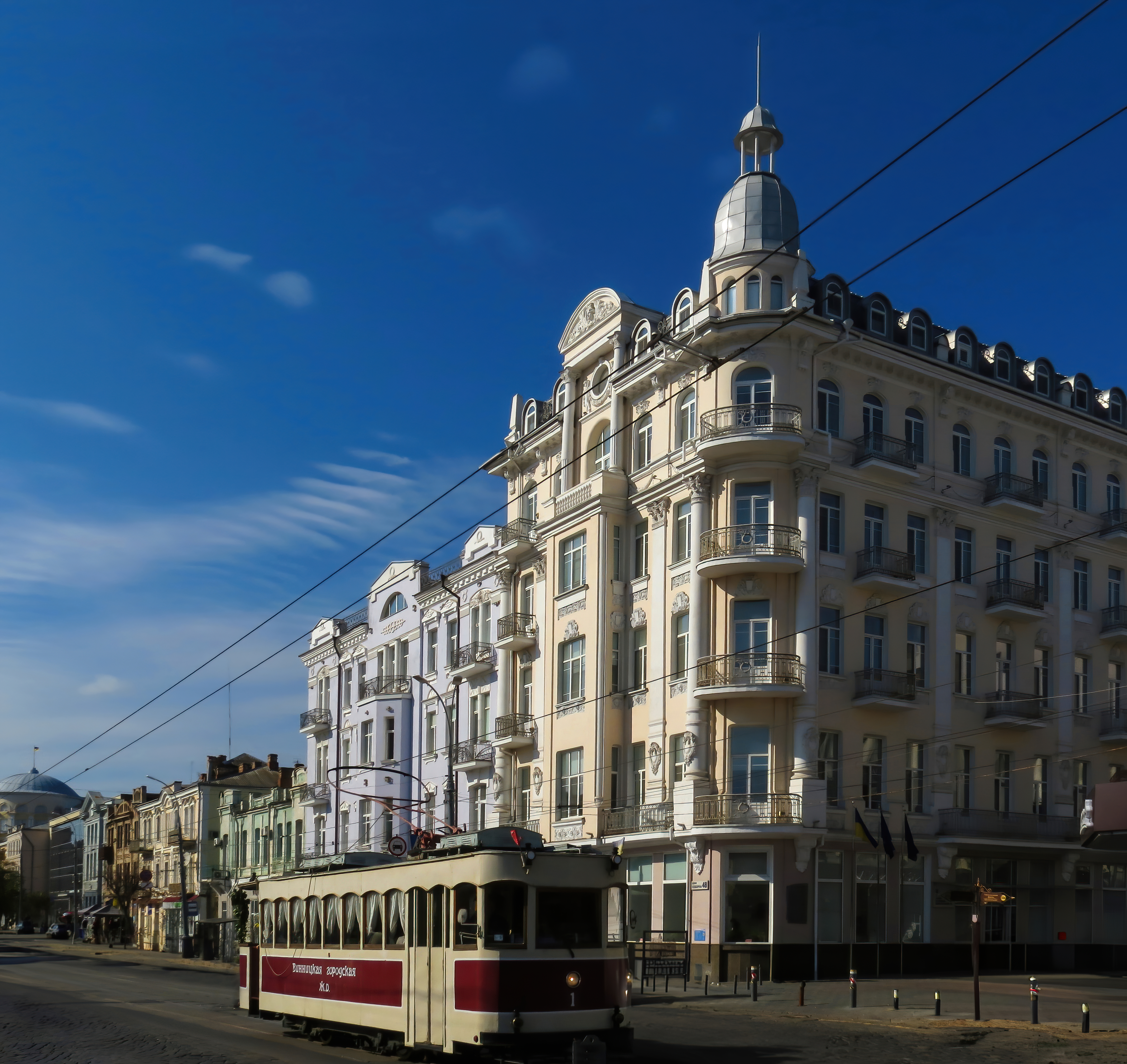
Отель «Савой» — здание, в котором в 1919 и 1920 годах временно размещался Совет народных министров УНР. Винница, Украина
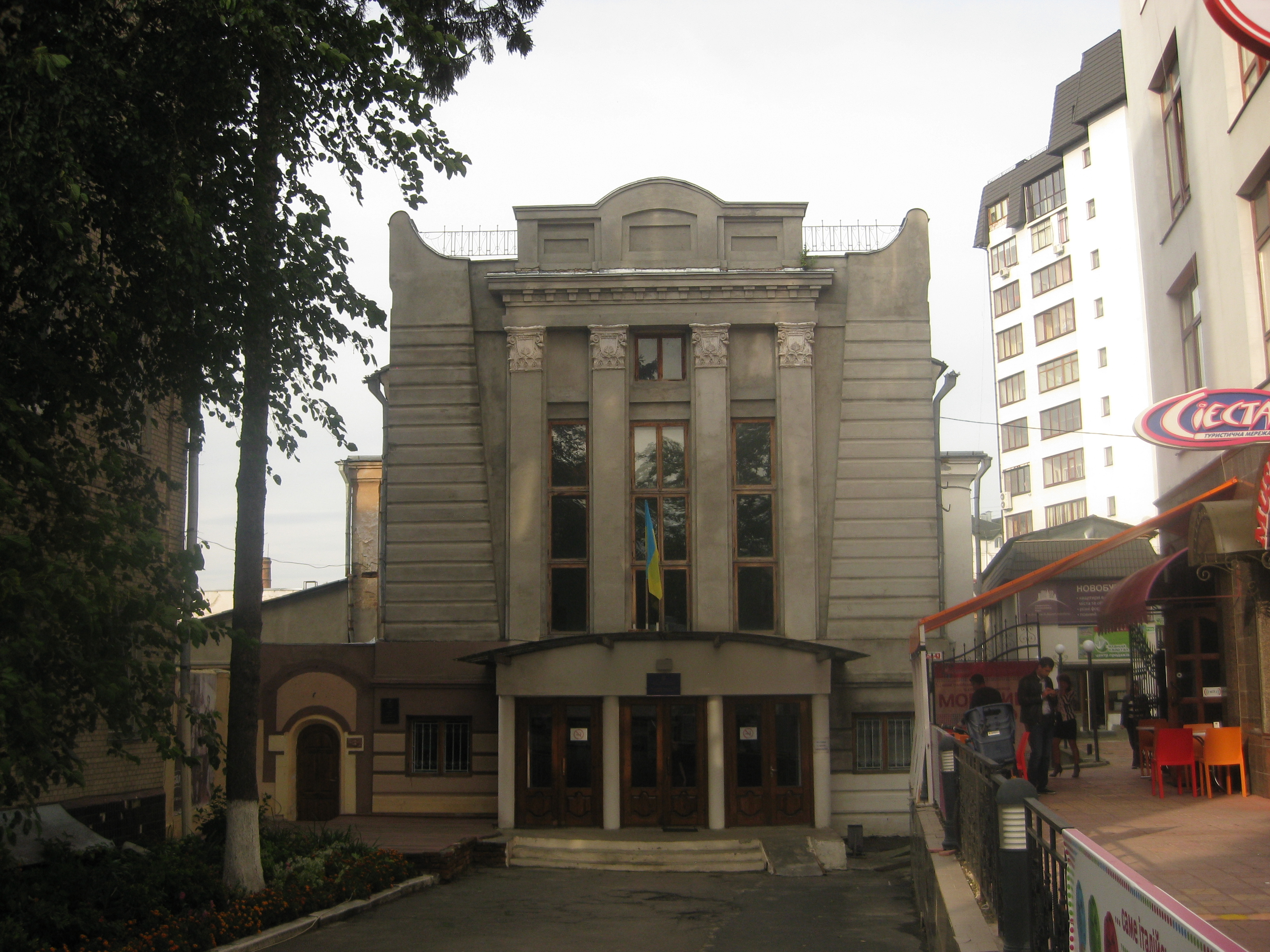
Театр Шильмана — здание, в котором в 1919 и 1920 годах временно размещался Совет народных министров УНР. Хмельницкий, Украина
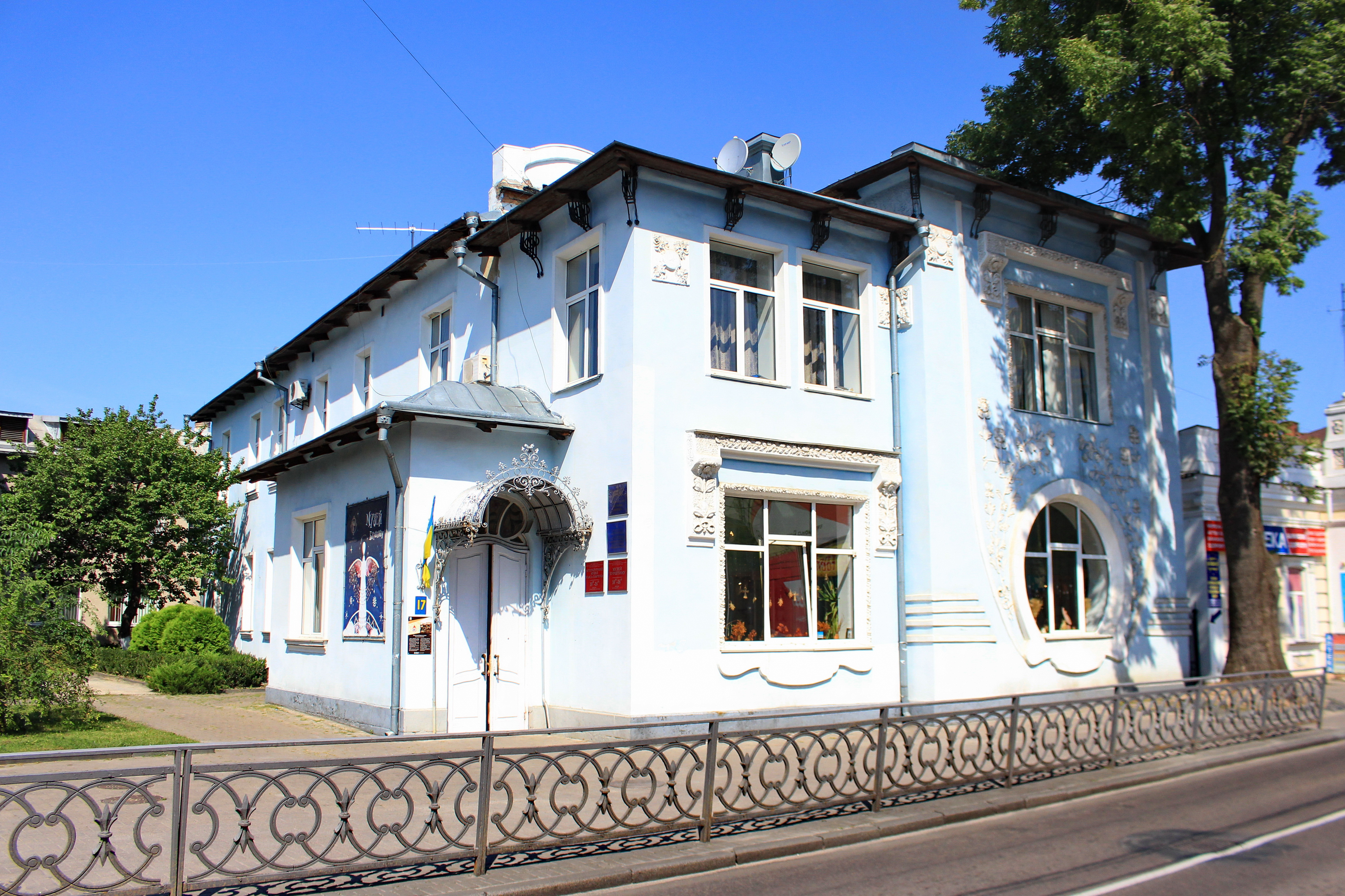
Дом учёных — здание, в котором в 1919 году временно размещался Совет народных министров УНР. Ровно, Украина
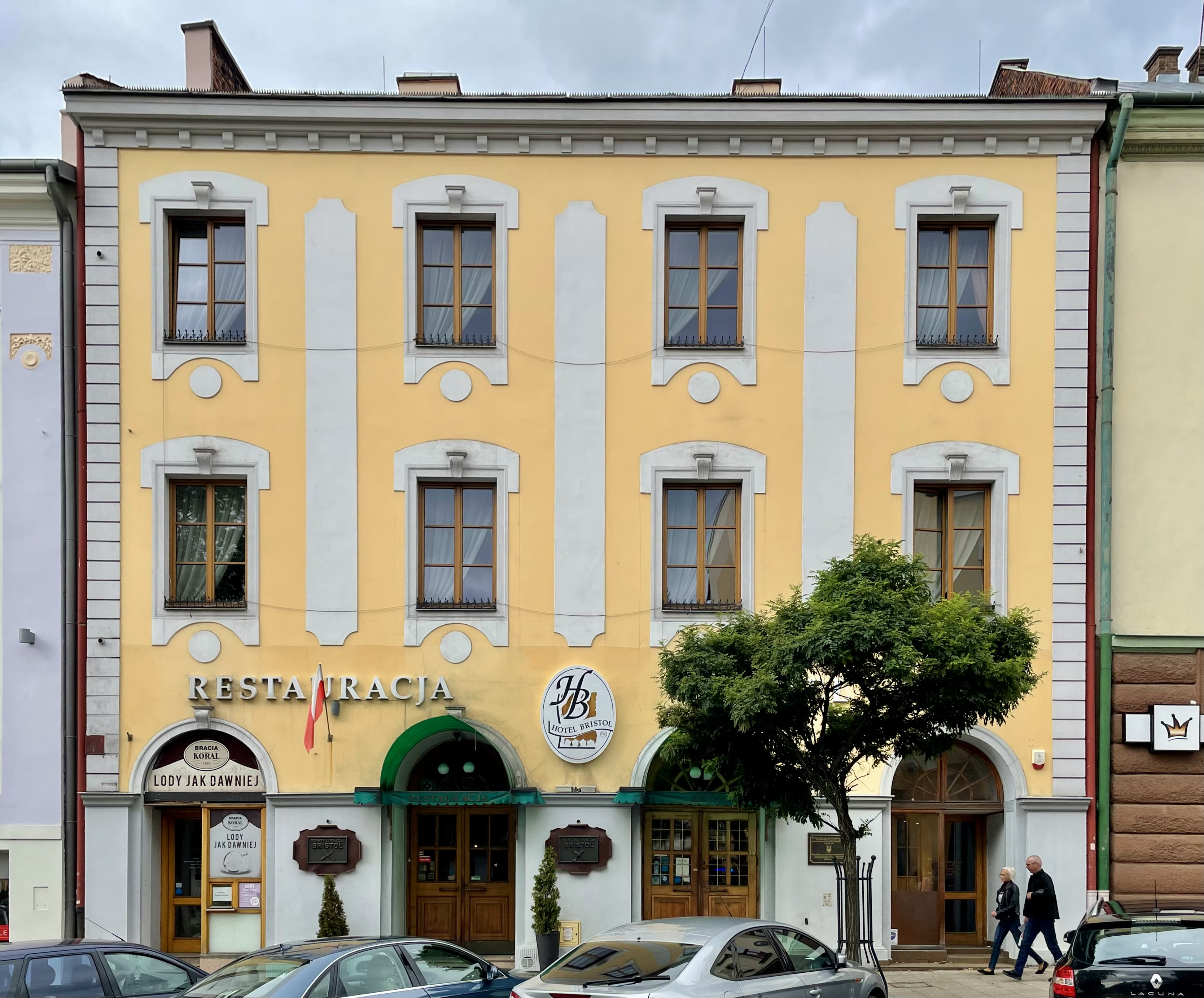
Отель «Бристоль» — здание, в котором в 1920—1922 годах размещались Совет, Правительство и Главный атаман Вооружённых сил УНР Симон Петлюра. Тарнув, Польша
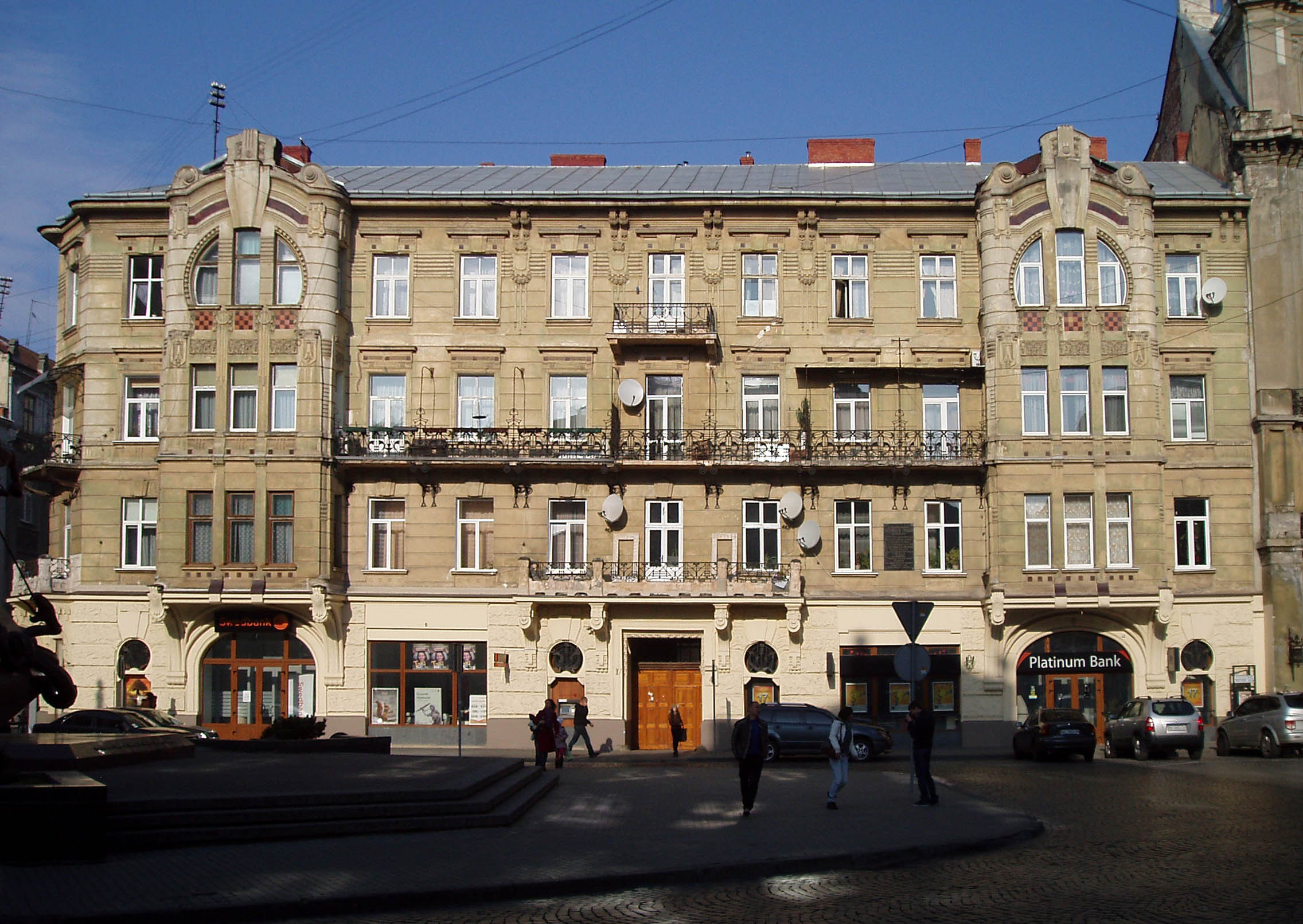
Дом инженера Яна Строменгера — здание временного размещения Украинского государственного правления в 1941 году. Львов, Украина

Здания советских и современного правительств
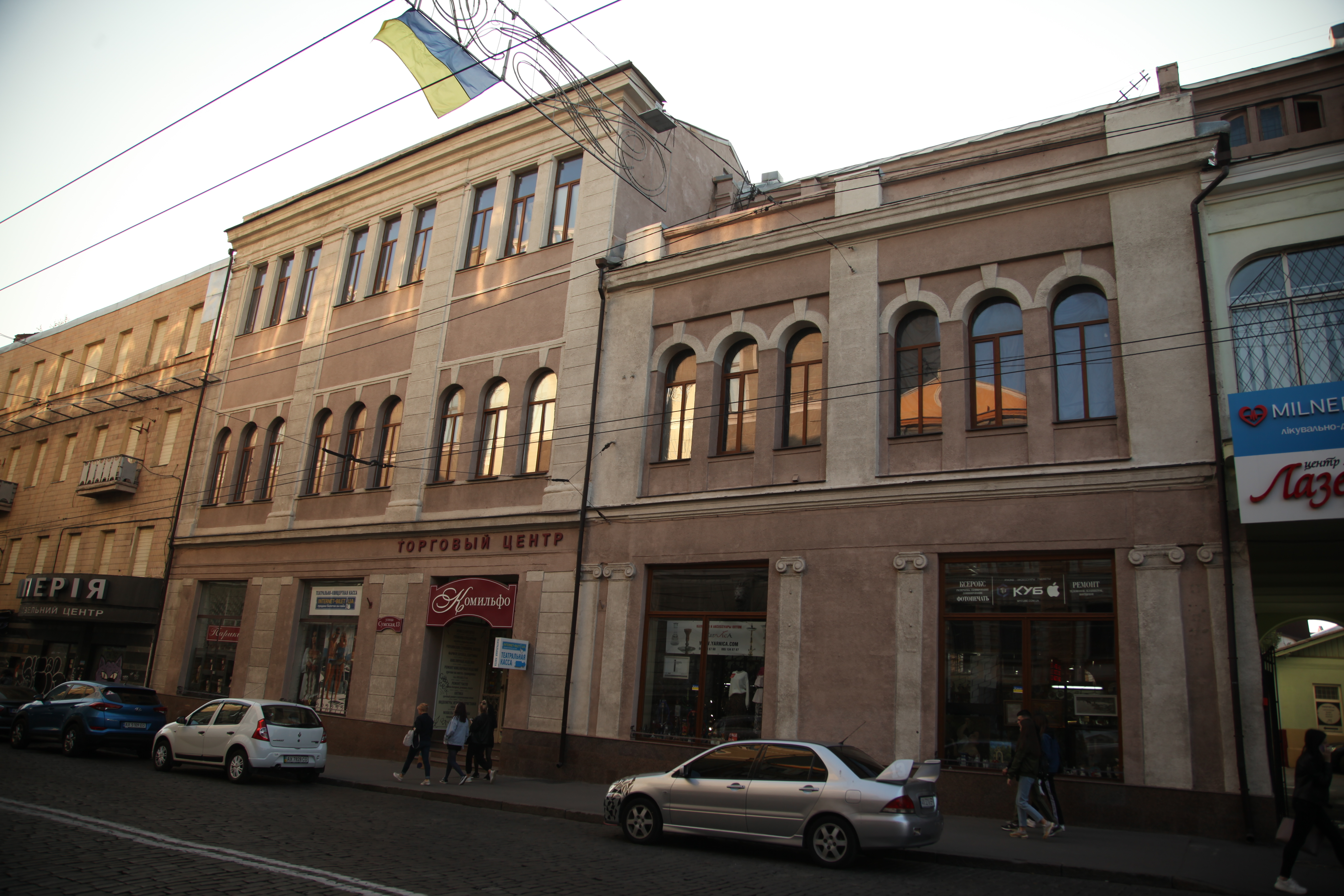
Бывшая типография газеты «Южный край» — здание, в котором в 1917—1918 годах размещался Народный секретариат. Харьков, Украина
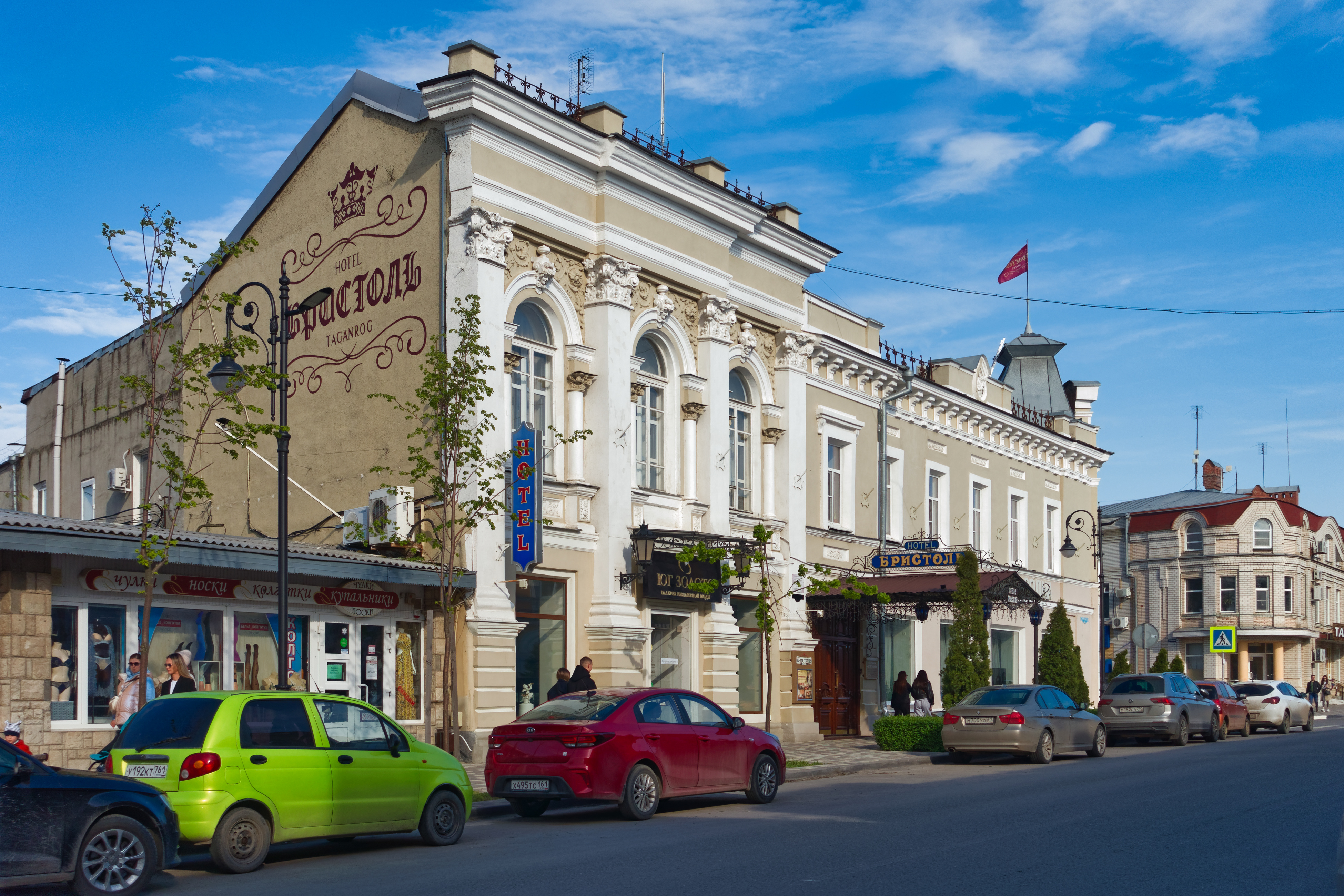
Гостиница «Бристоль» — здание, в котором в 1918 году временно располагался Народный секретариат и было сформировано Всеукраинское бюро для руководства повстанческой борьбой против немецких оккупантов. Таганрог, Россия
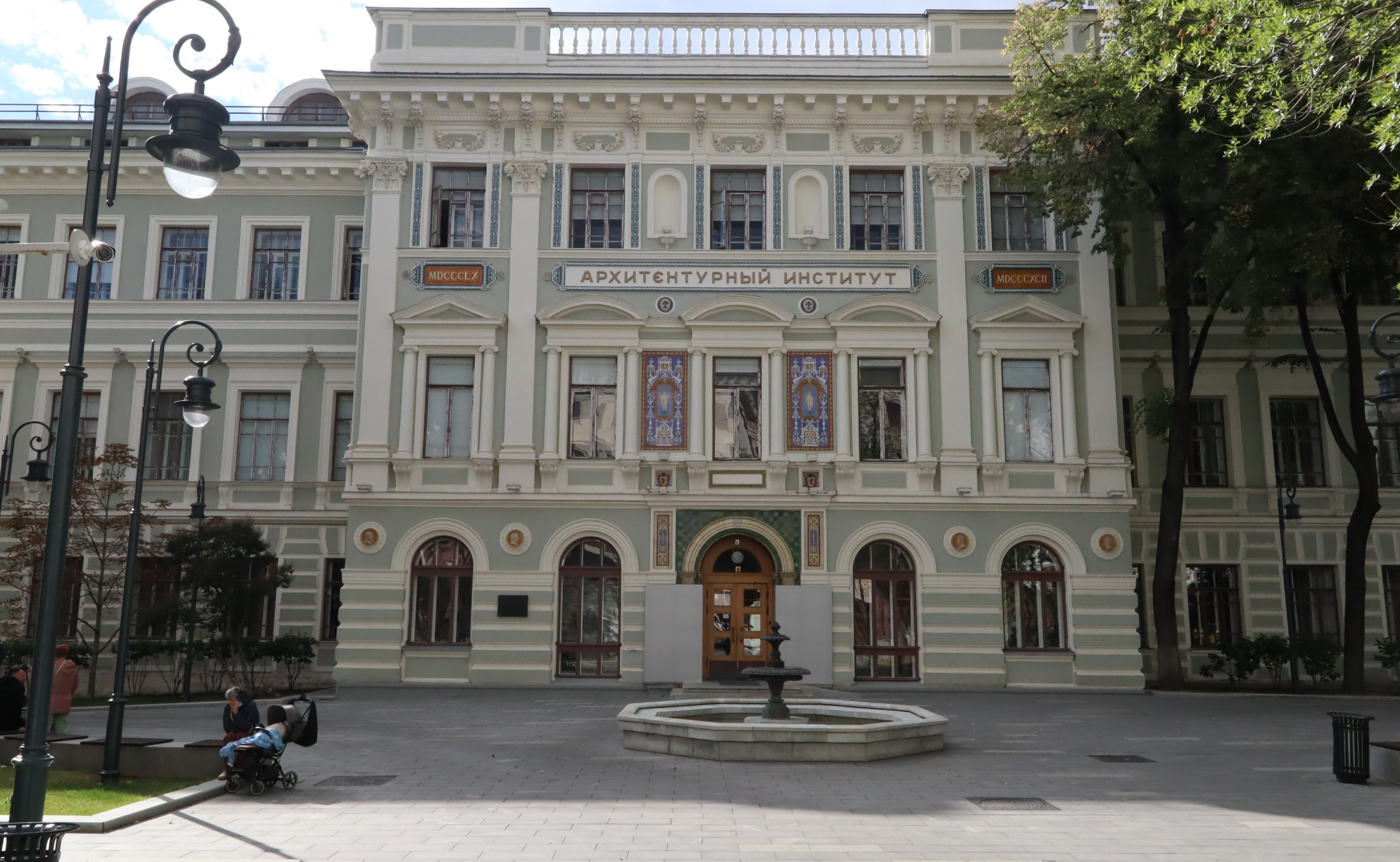
Городская усадьба И. И. Воронцова — здание, в котором в 1918 году I съезд КП(б)У образовал Всеукраинский центральный военно-революционный комитет. Москва, Россия
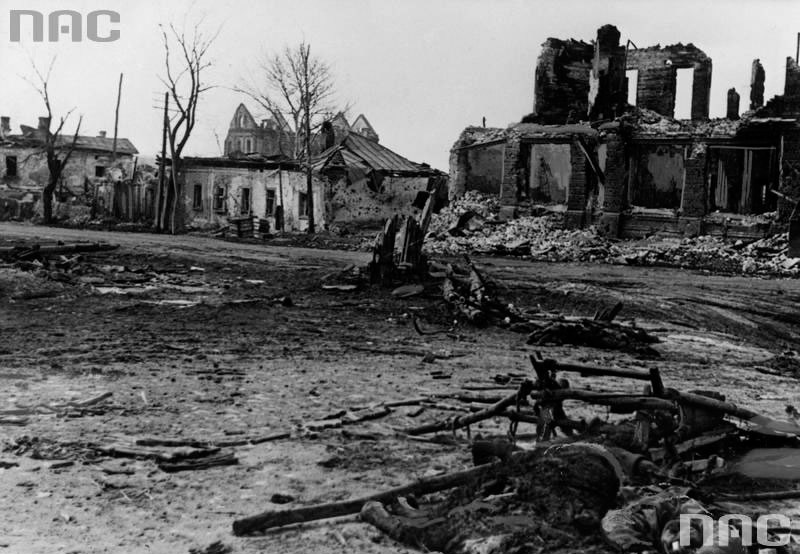
Руины гостиницы Яковлевой — здания, в котором в 1918—1919 годах размещалось Временное рабоче-крестьянское правительство Украины. Уничтожена во время Второй мировой войны. Белгород, Россия
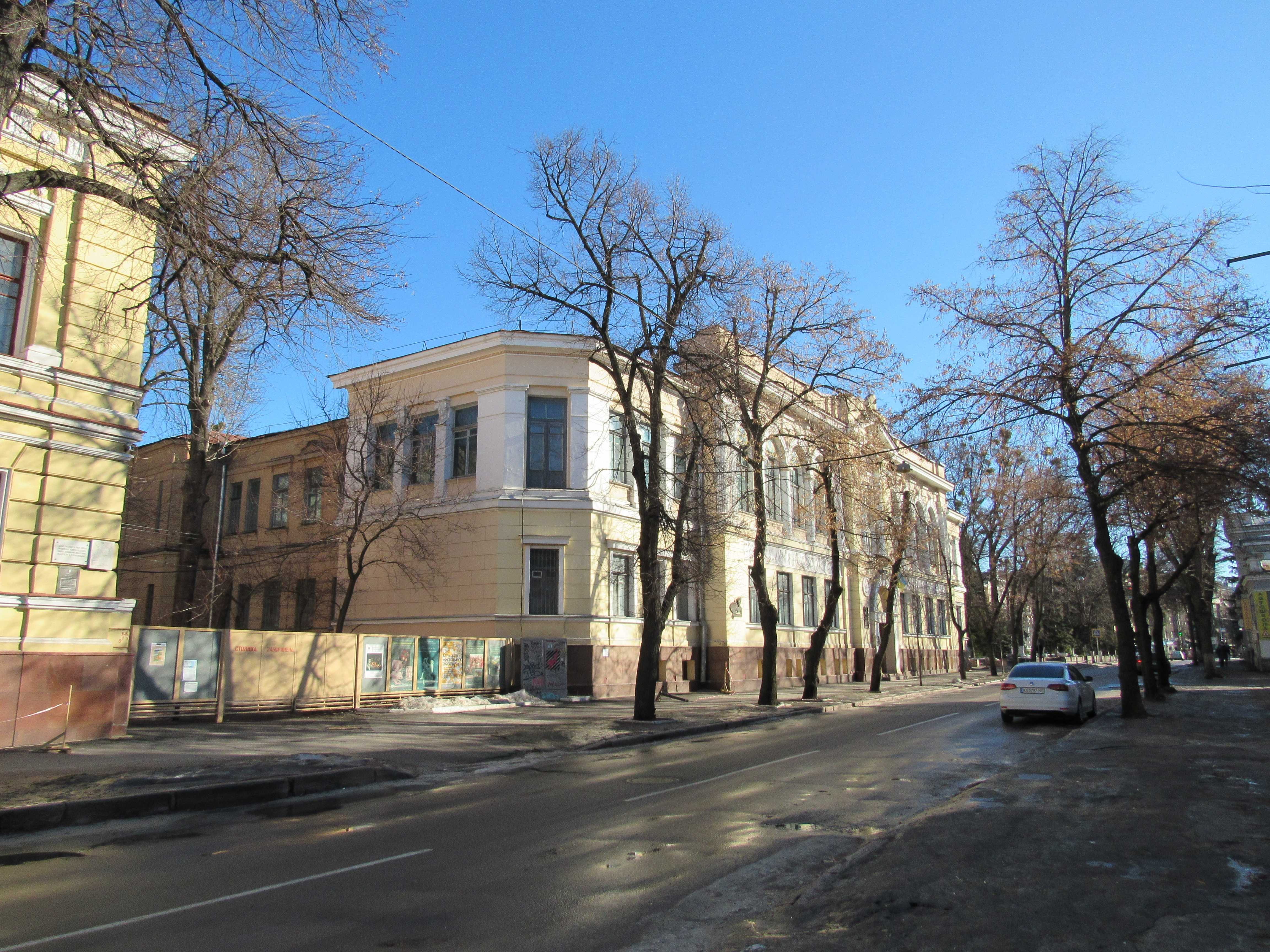
Харьковский художественный музей — здание, в котором в 1922—1928 годах размещался Совет народных комиссаров Украинской ССР. Харьков, Украина
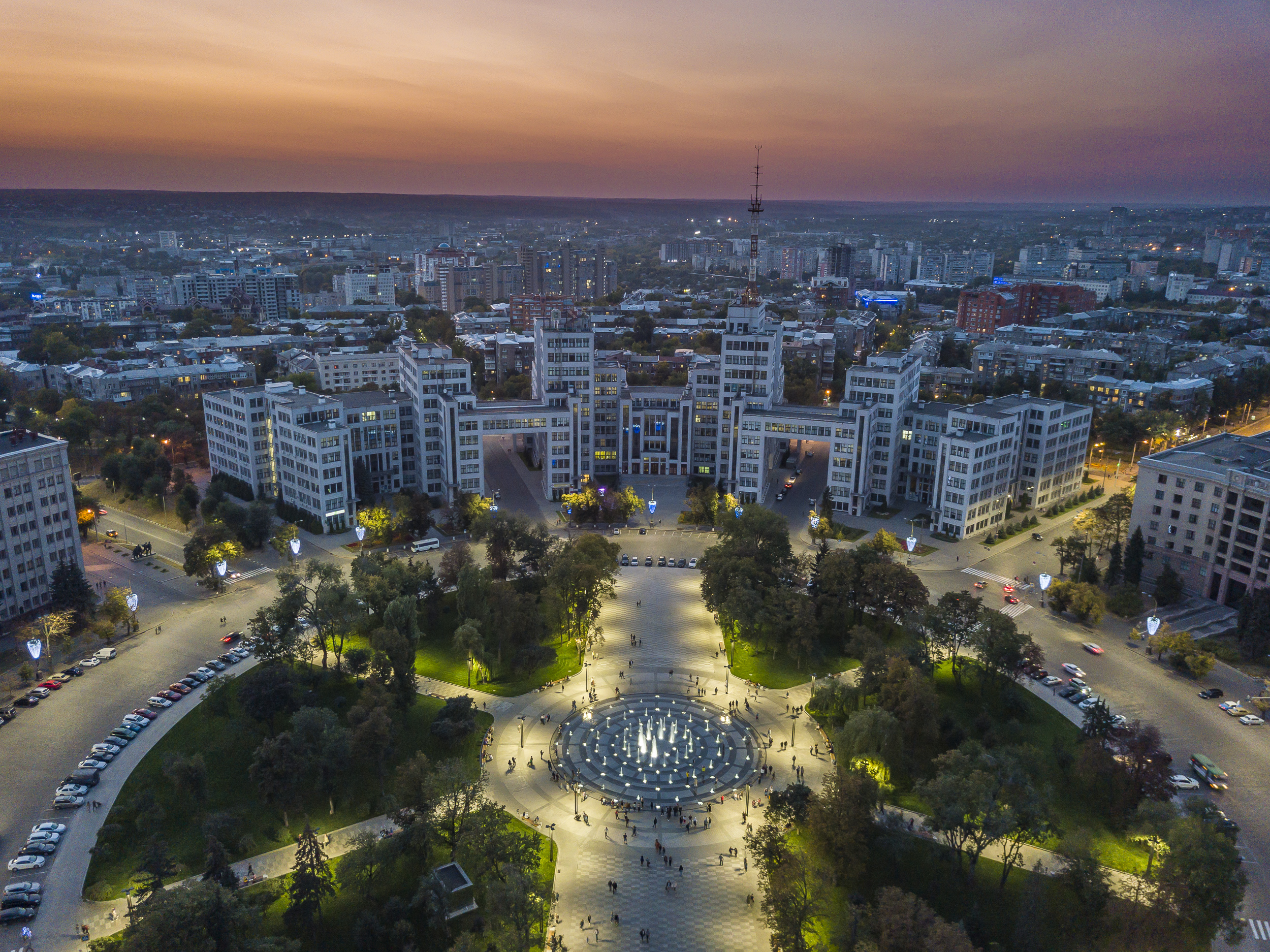
«Госпром» — здание, в котором размещался Совет народных комиссаров Украинской ССР с 1928 по 1934 год. Харьков, Украина
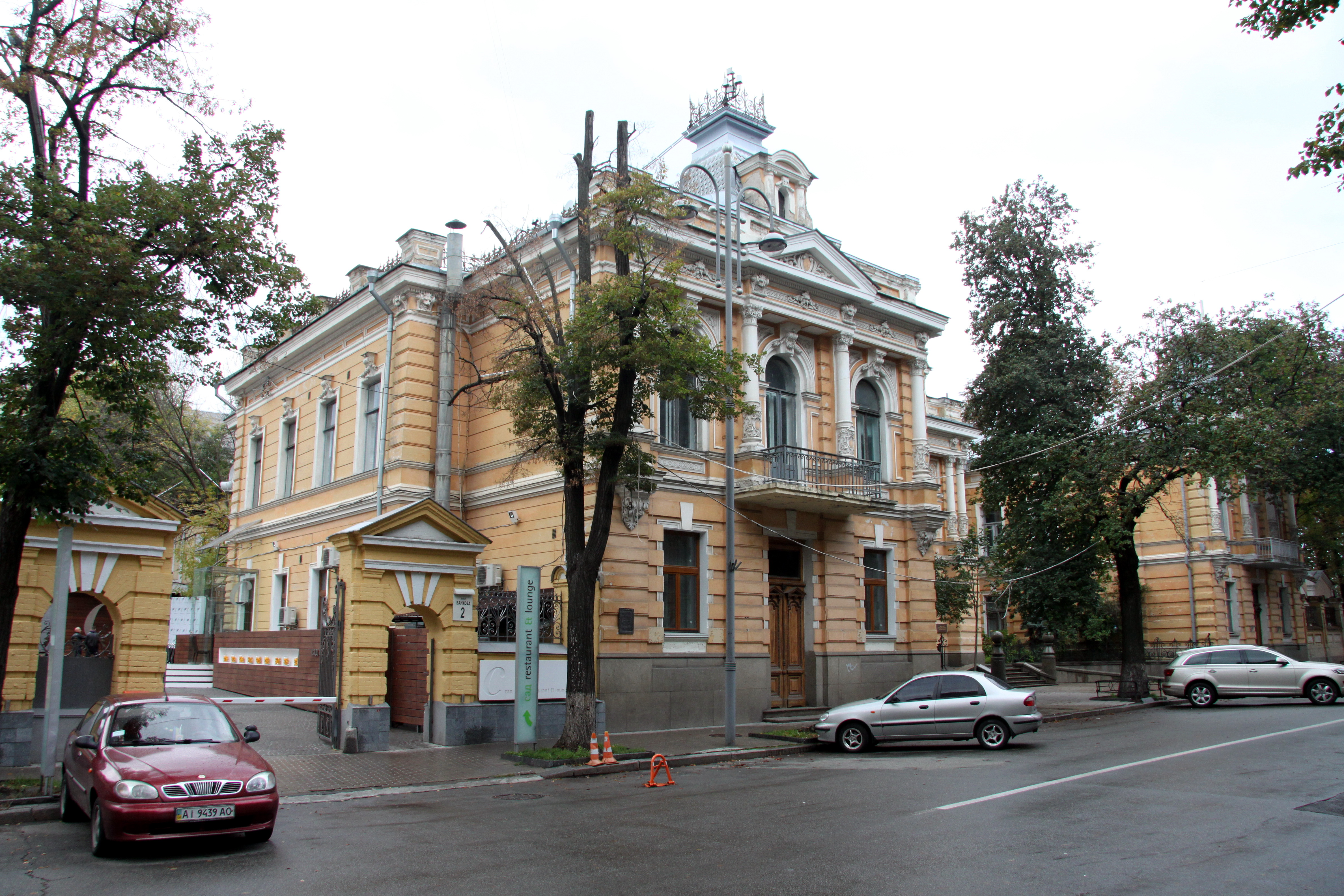
Особняк Либермана — здание, в котором размещался Совет народных комиссаров Украинской ССР с 1934 по 1938 год. Киев, Украина
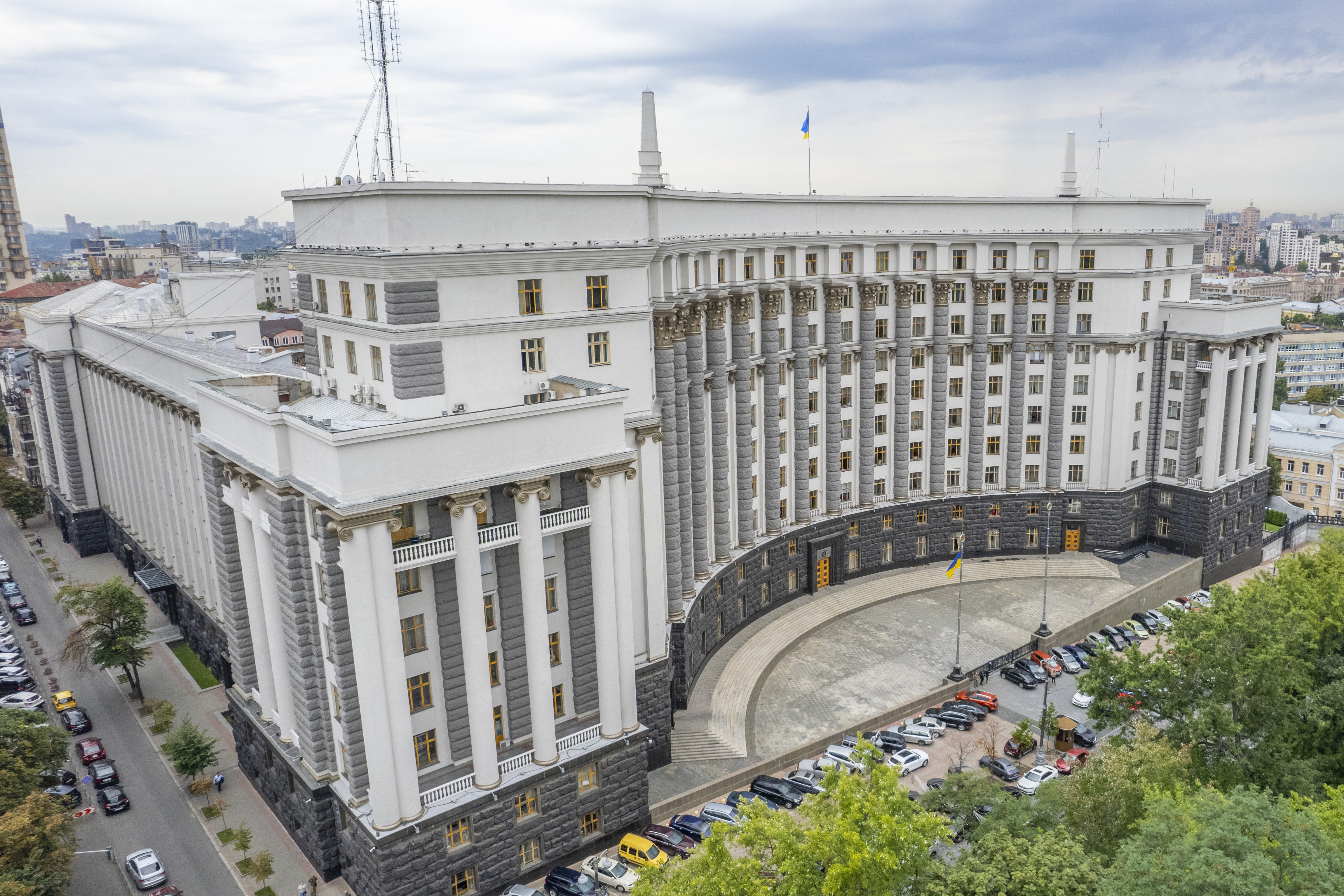
Здание Правительства Украины — здание, в котором размещался Совет народных комиссаров в 1938—1941 и 1943—1946 годах, Совет министров Украинской ССР в 1946—1991 годах и Кабинет министров Украины с 1991 года. Киев, Украина